# Mocenigo

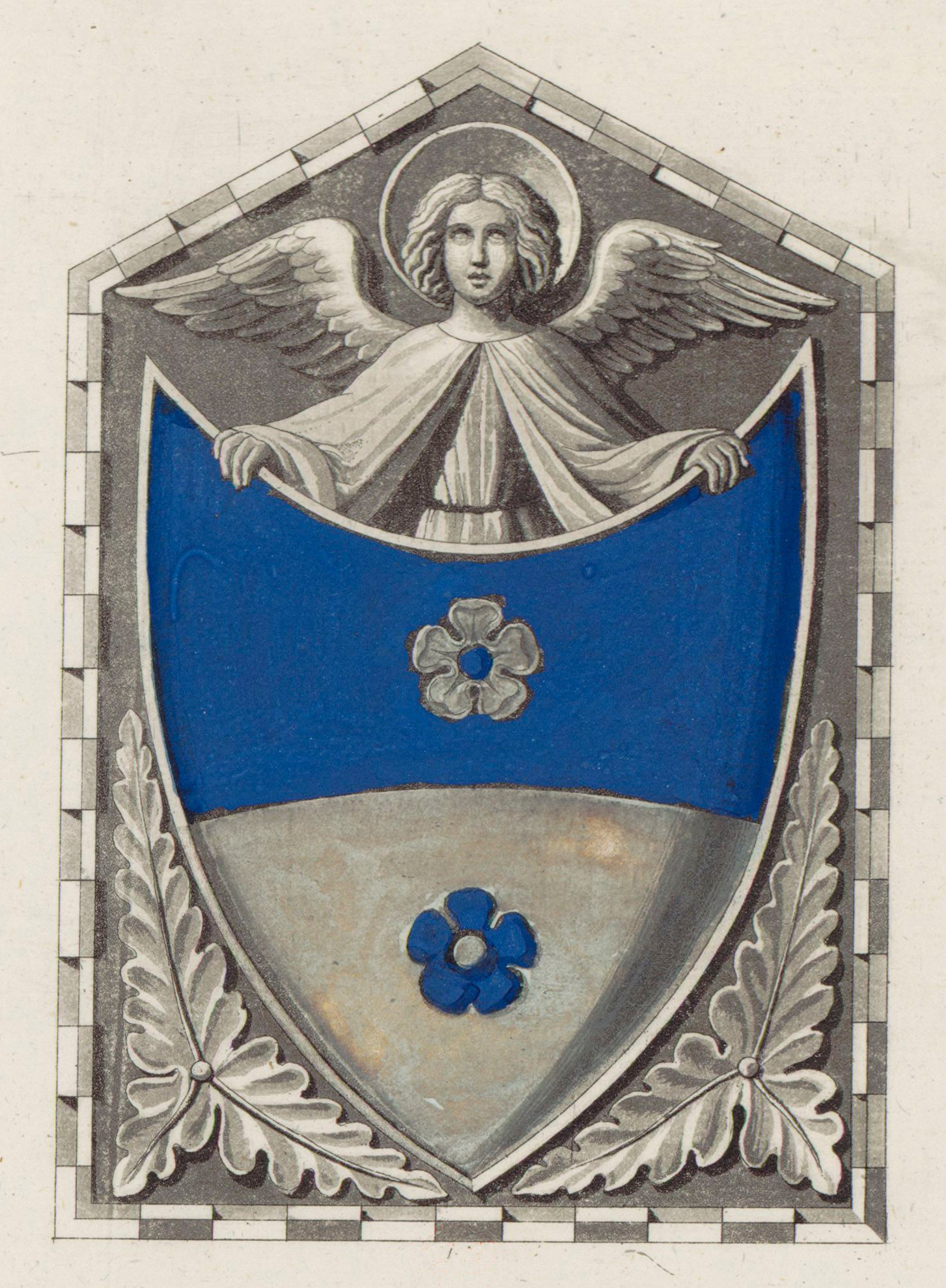
Stemma gentilizio dei Mocenigo

I Mocenigo sono una nobile famiglia veneziana, ascritta al patriziato. Tra le più insigni e ricche della città, citata già nel XII secolo, annovera sette dogi e altri esponenti politici, diplomatici, militari, scrittori ed ecclesiastici.

## Storia

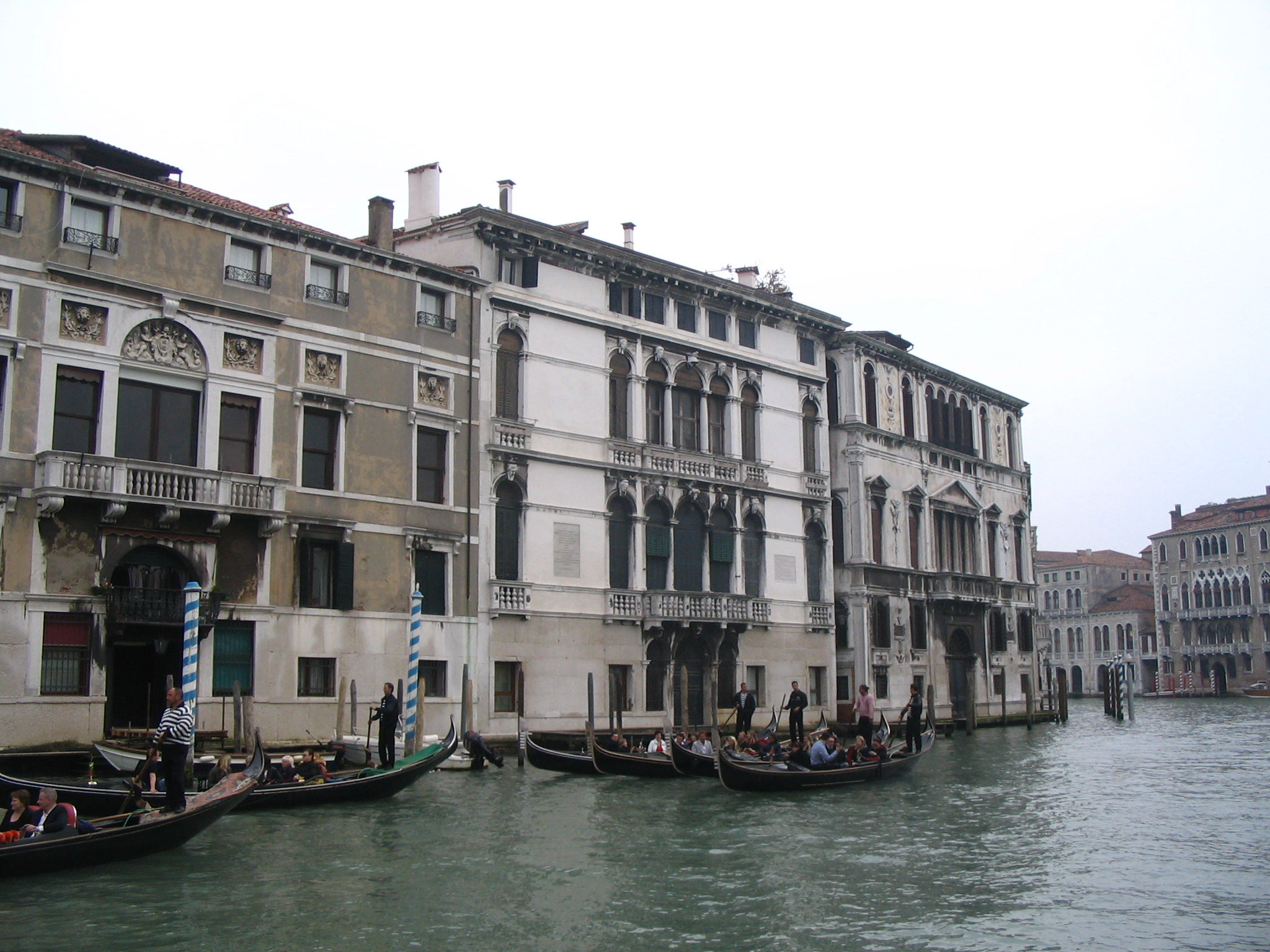
Al centro palazzo Mocenigo detto "Ca' Vecchia" (dove abitò Giordano Bruno). A sinistra palazzo Mocenigo detto "il Nero" e a destra palazzo Contarini.

La tradizione farebbe i Mocenigo originari di Milano, patria del capostipite Benedetto che, trasferitosi in Veneto, edificò il castello di Musestre, in riva al Sile. Stabilitosi a Venezia, fu accolto nel patriziato e incaricato di comandare la difesa dell'Istria. Un'altra tesi li vorrebbe da Aquileia.
Certo è che i Mocenigo erano in origine indicati come Marzolino o Moyosolino e che l'odierna forma del cognome si è fissata solo dal 1122. Il cognome Mocenigo è considerato un patronimico derivato dal nome o soprannome di un antenato, più un antico suffisso veneziano che termina in -igo.
Pare infatti che si siano stabiliti a Venezia intorno al Mille, facendo quindi parte delle “case nuove” (non fondatrici o comunque anteriori al trasferimento della sede ducale a Rialto nell'VIII secolo). Per questo, intorno al 1450, si formò una lega, a cui aderirono i Mocenigo e altre “case nuove”, per impedire l'elezione al principato di qualsiasi patrizio di “case vecchie”; cosa che avvenne fino al 1620. Rimasta nel Maggior Consiglio anche dopo la serrata del 1297, fu eguagliata da pochi nello splendore e nelle gesta memorabili. Tanto che, dopo i Contarini, è, con i Badoeri e i Partecipazi, la famiglia che vanta un maggior numero di persone elevate alla suprema dignità dello Stato. In certi momenti della Repubblica, si contavano a Venezia anche venti case aperte dai Mocenigo. Ben quattordici diramazioni di questa famiglia si estinsero nel XVII secolo e l'ultima nel XX.
Dai discendenti del doge Giovanni (1407 o 1427 - 1485, fratello del doge Pietro 1406 - 1476) derivarono (oltre a rami come quello di San Zaccaria estinto nel 1772) i tre rami più noti: di “Casa Vecchia” (quella di Marcantonio, 1617 – 1703, estinta nel 1863; mentre quella del fratello Piero, 1619 – 1654, abitante nel palazzo più antico a San Samuele, estinta nel 1864); di “Casa Nuova”, in quanto Giovanni (morto nel 1580 e fratello del doge Alvise I) fece costruire il palazzo detto “Ca’ Nova”, a S. Samuele, per i suoi discendenti; e i due rami di Sant’Eustachio/San Stae quando Niccolò (1512 – 1588, altro fratello di Alvise I), ricevendo in eredità le case di S. Stae, vi si trasferì dando origine a questi rami, uno estinto nel 1709 con la morte del doge Alvise II (sepolto a S. Stae) e l'altro nel 1953 con la morte dell'ultimo rappresentante diretto dei Mocenigo (Alvise IV Niccolò, discendente del doge Alvise IV Giovanni) che, non avendo avuto figli, lasciò il palazzo al comune di Venezia: Palazzo Mocenigo sito a Santa Croce, oggi sede di una galleria d'arte e degli uffici del Centro Studi di Storia del Tessuto e del Costume.
Altro ramo, estintosi nel 1713, era quello dei Mocenigo detto dalle “Zogie” (gioie), iniziato da un Alvise (1480 – 1541), così soprannominato in quanto ricchissimo mercante. Era proprietario, fra l'altro ed in seguito al matrimonio con Pellegrina Foscari, della Casa Foscari Mocenigo.

### Mocenigo del Zante
Una menzione a parte, perché ebbe una storia separata dal principale tronco di Venezia, spetta al ramo Mocenigo di Zante, isola appartenuta per molti secoli ai domini della Repubblica; storia durata per circa quattro secoli, prima a Modone, poi a Zante.
Non ci sono documenti certi per stabilire da quale Mocenigo essi discendano (il loro albero genealogico non risale che alla fine del XV secolo, con un Ser Piero cittadino di Modone), ma poiché a Modone, per ragioni di commercio, viveva un Marino o Marco, figlio di Leonardo (? – 1442) e fratello dei dogi Giovanni e Pietro, non pare infondata l'ipotesi che Ser Piero fosse o suo figlio o suo nipote. Il suo nome compare in due documenti, del 1479 e del 1498. Quando Modone venne presa dai turchi nel 1500, Ser Piero cadde combattendo, mentre uno dei suoi figli (Francesco) si rifugiò a Zante, dove la famiglia possedeva alcune terre e dove, anni dopo, lo raggiunse il fratello Bernardino, liberato dalla prigionia dei Turchi, contro i quali essi combatterono con valore nella quinta guerra, scoppiata nel 1537.
L'8 maggio del 1748 i fratelli Demetrio I (1723 – 1793) e Demetrio III Nicolò Mocenigo, figli di Demetrio, ottennero dalla Repubblica veneta il titolo di conti del Zante.
Questo ramo diede diversi uomini distintisi nelle armi e nella diplomazia, tra i quali Demetrio I (1723 – 1793) ed il figlio Giorgio (1762 – 1839), che ebbero una parte rilevante nelle vicende della “Repubblica delle Sette Isole Unite” (1800 - 1807).
La famiglia Mocenigo del Zante continua ad esistere in Grecia (e produsse anche un ramo russo a partire dalla fine del XVIII secolo in Crimea). I suoi membri più importanti includono il fisico e homme des lettres Nikolaos Mocenigo (1864-1889), il giudice Spyridon Mocenigo (1906-1982) e altri discendenti tra cui il professore George Mylonakis (1967-).

## Membri illustri

### Genealogia delle origini
Giovanni, vissuto a cavallo del 1100, è il primo Mocenigo di cui restino documenti. Probabilmente la sua casa si era fissata nelle isole venete molto prima, perché a quest'epoca godeva già di notevole considerazione; tanto da far parte dei principali consiglieri della Repubblica. Il suo nome compare infatti fra gli ottimati che nel 1090 convalidarono la donazione del doge Vital Faliero al monastero di San Giorgio Maggiore e il noto privilegio agli abitanti del castello di Loreo nel 1094.
A Giovanni seguì il figlio Piero (intorno al 1120) e quindi il figlio di quest'ultimo Giovanni. Uno dei quaranta che nominarono doge Orio Mastropiero nel 1178. A questo punto comincia la genealogia dei Mocenigo di Marco Barbaro.
Cliccando l'immagine qui sotto si può visualizzare la posizione, nel ramo famigliare, delle persone illustri qui brevemente descritte.

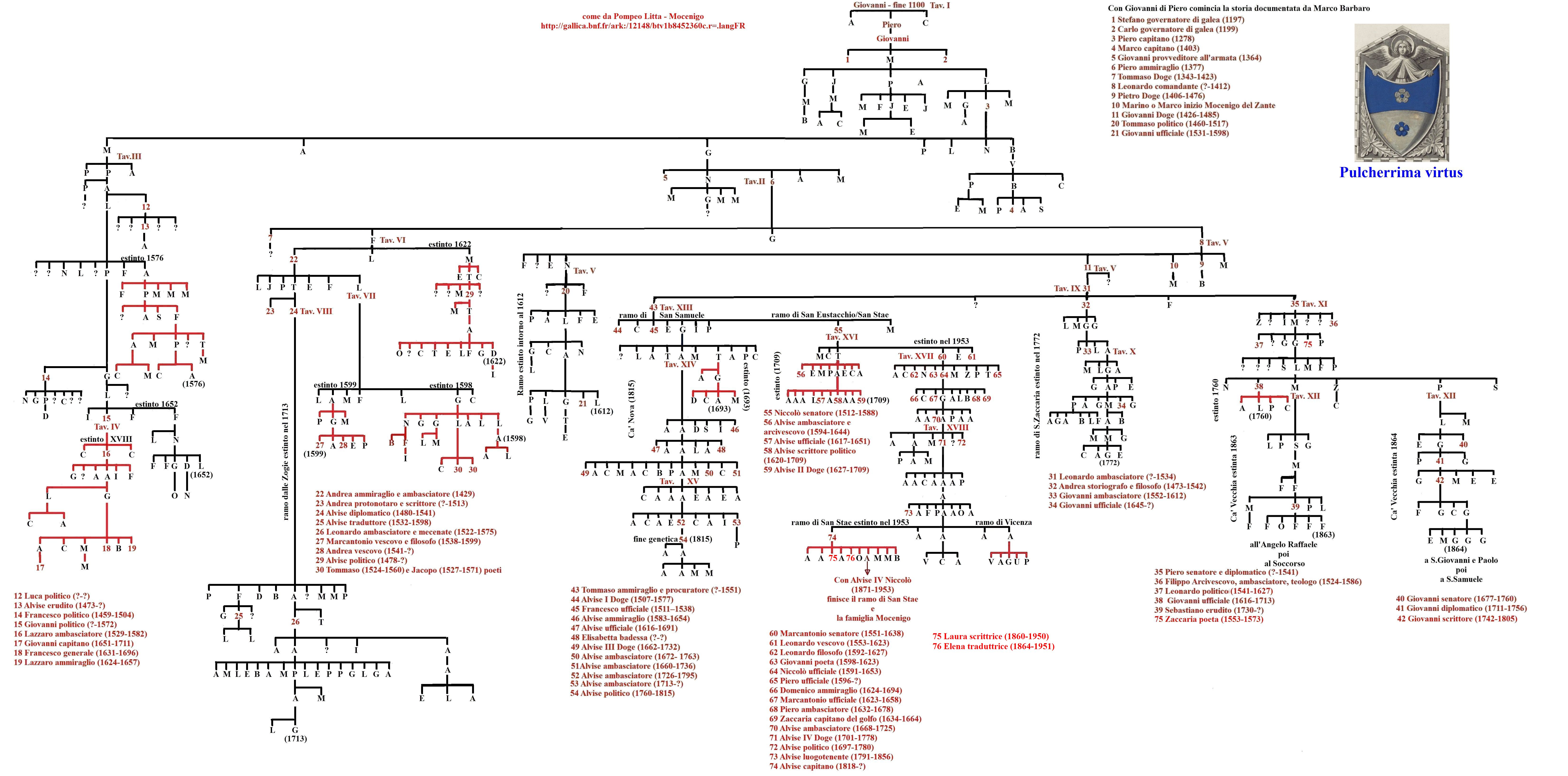
Tavola genealogica d'insieme
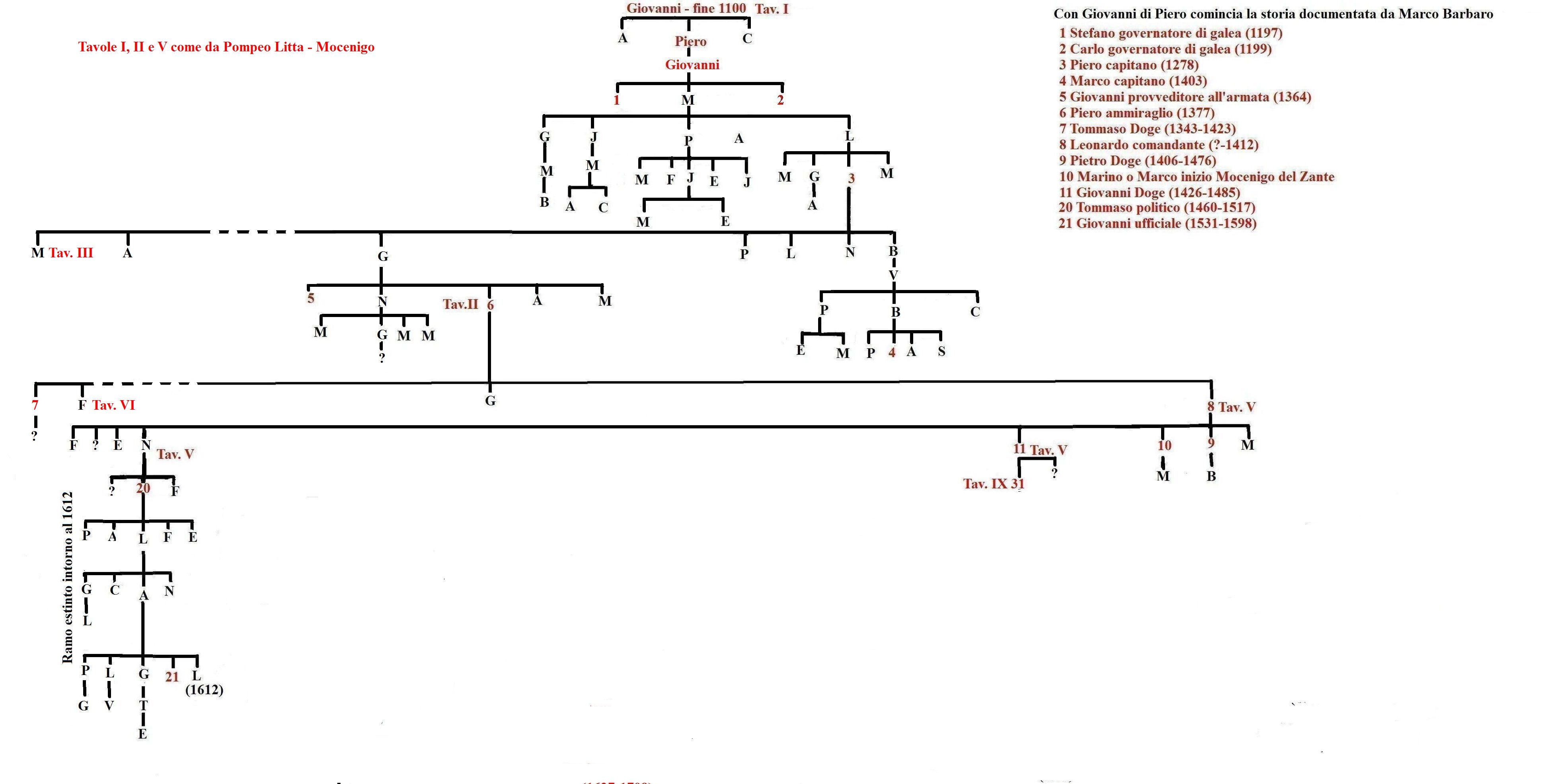
Tavola I-II-V
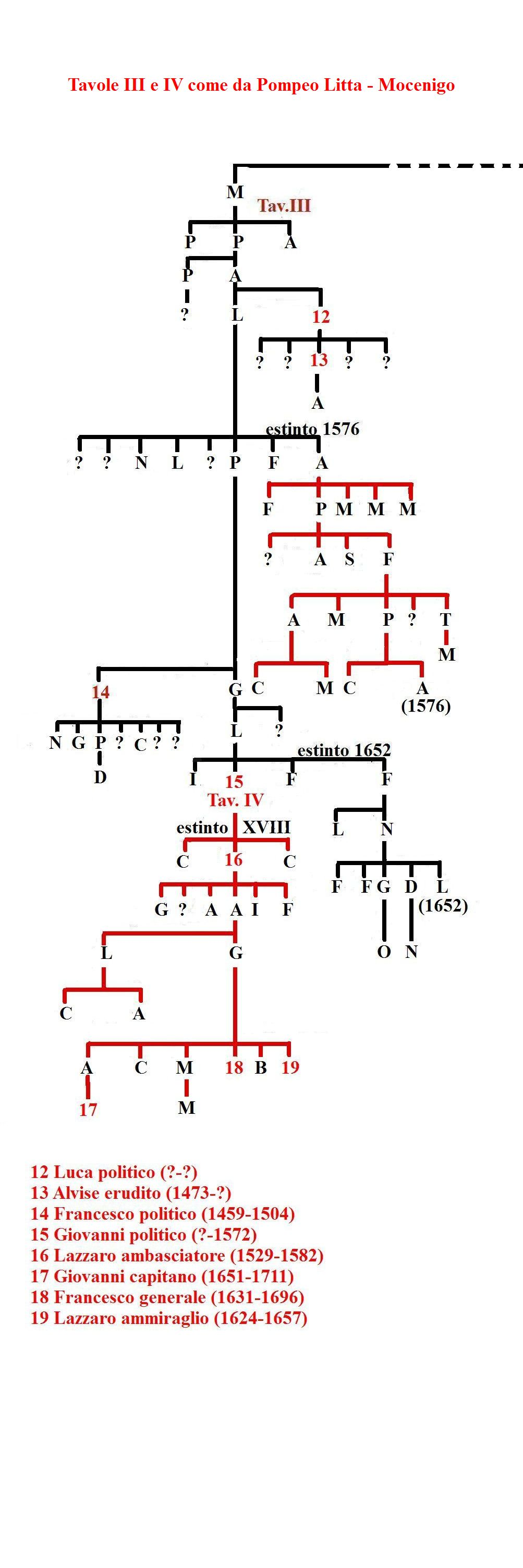
Tavola III-IV
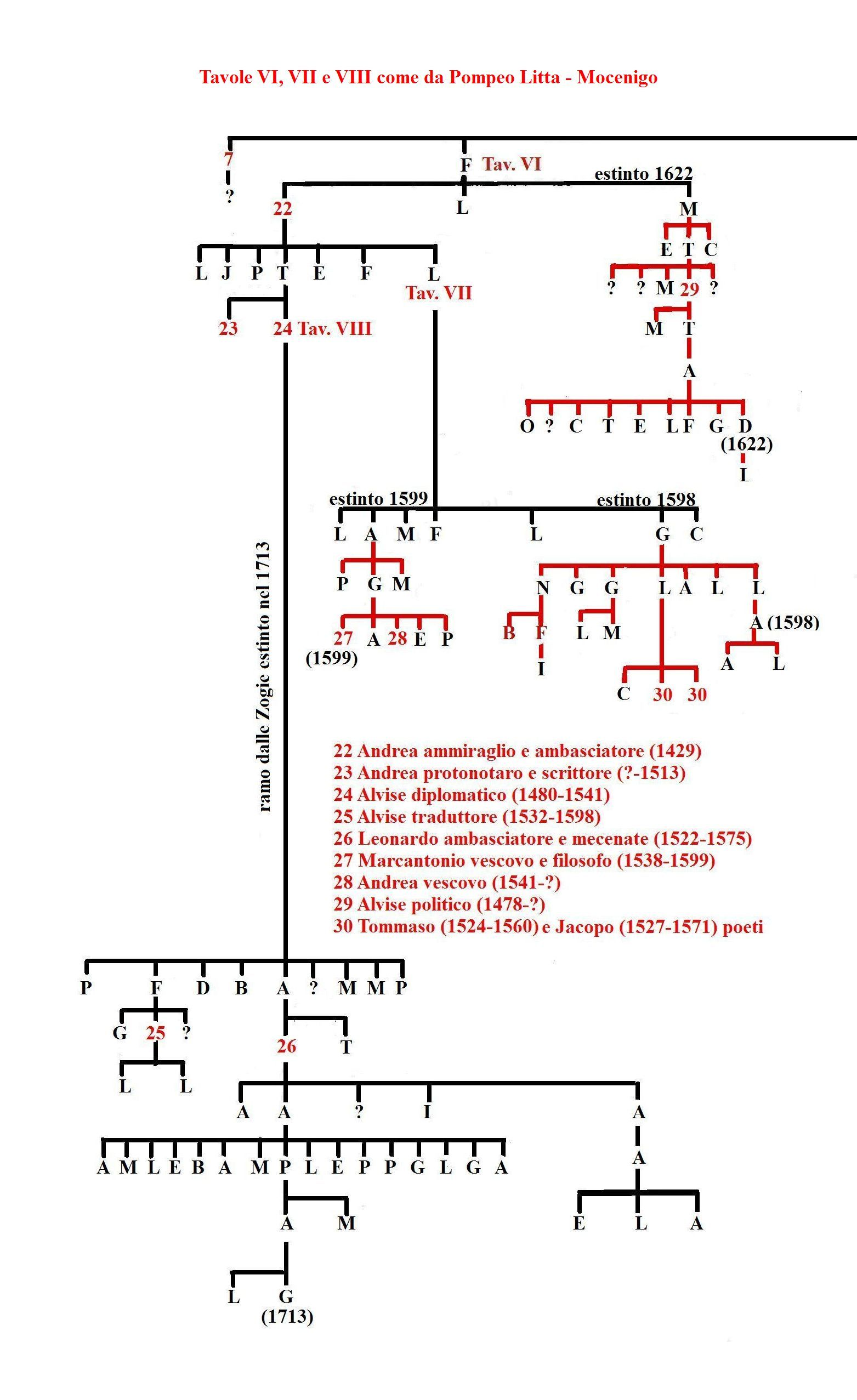
Tavola VI-VII-VIII
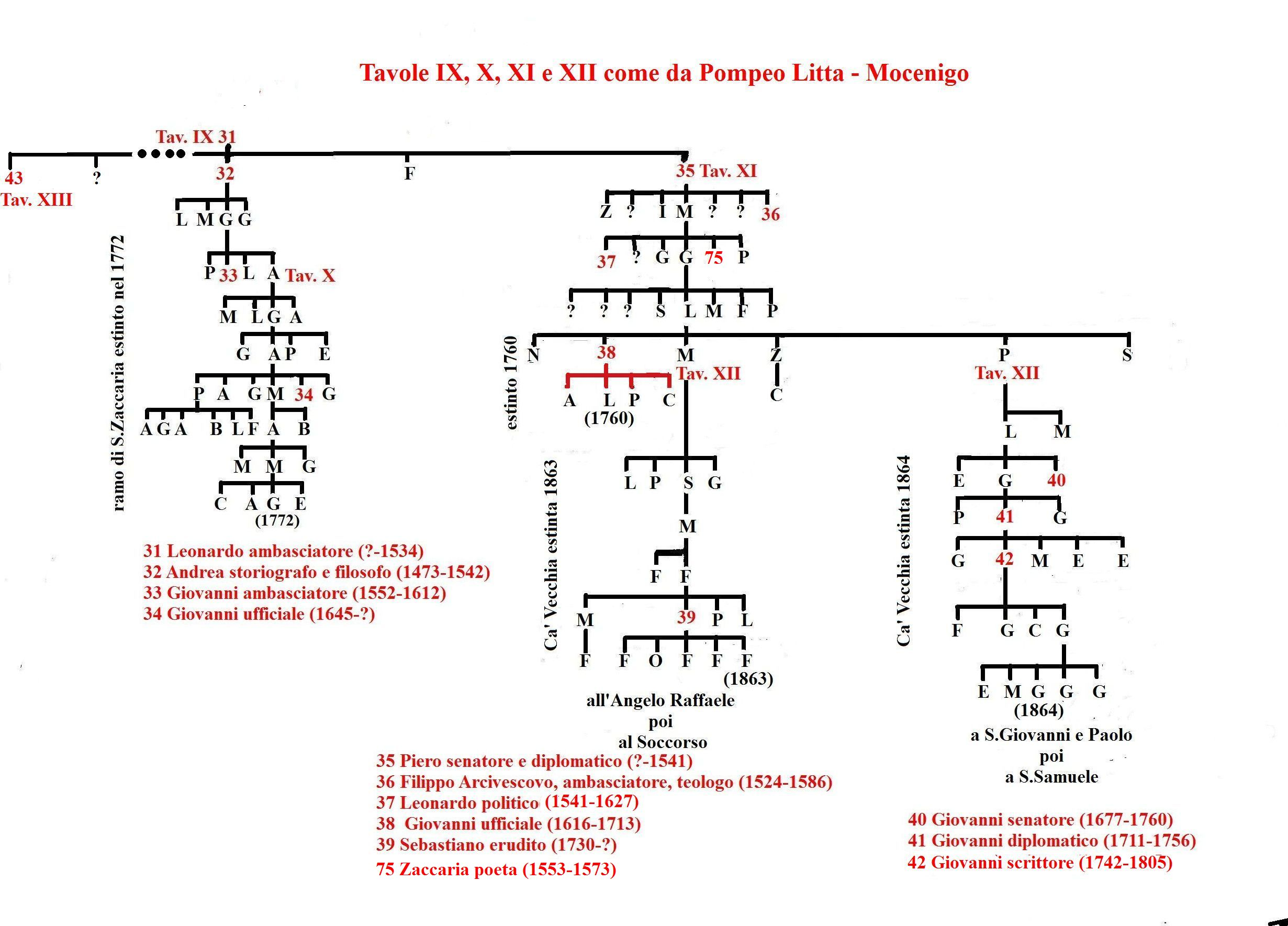
Tavola IX-X-XI-XII
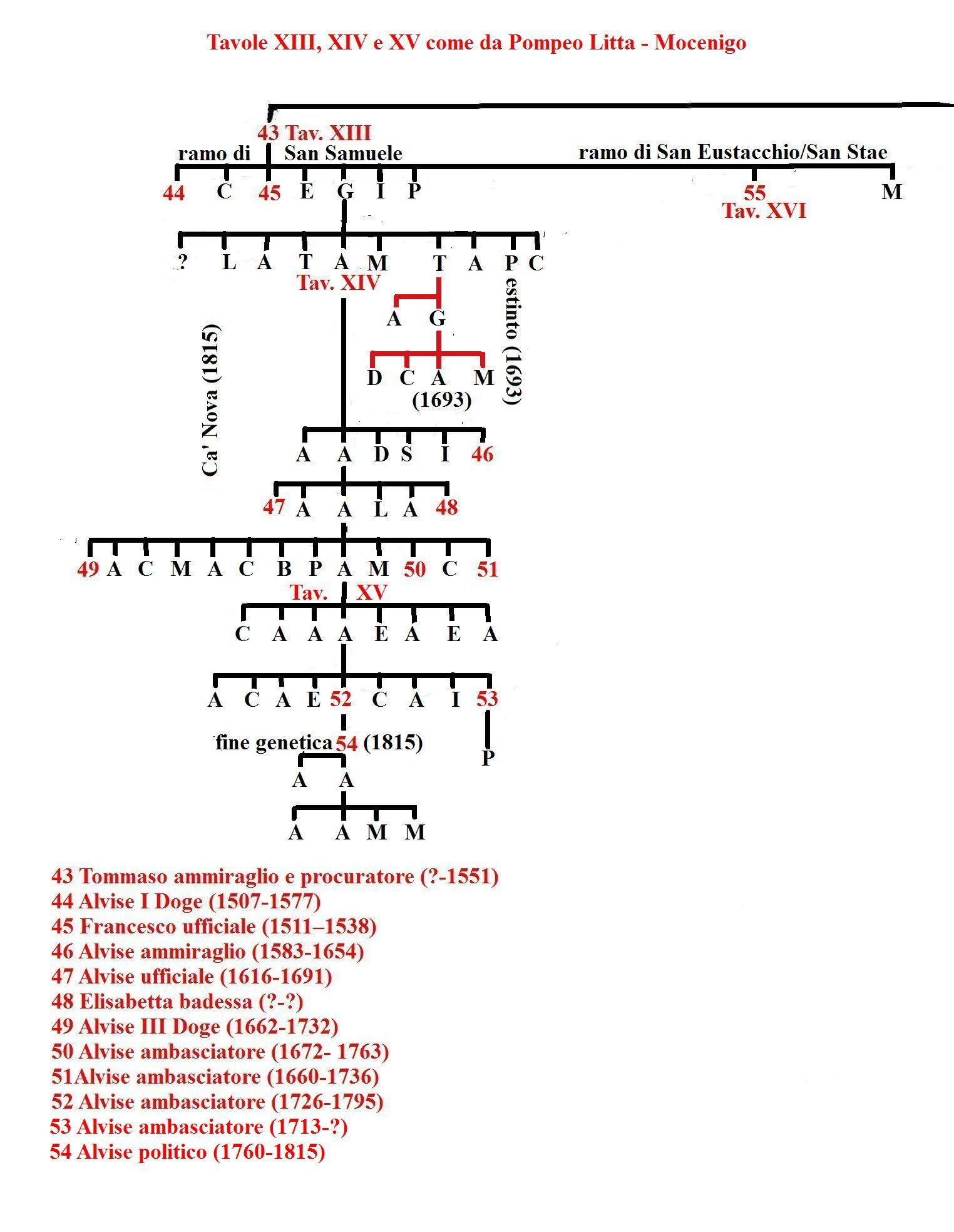
Tavola XIII-XIV-XV
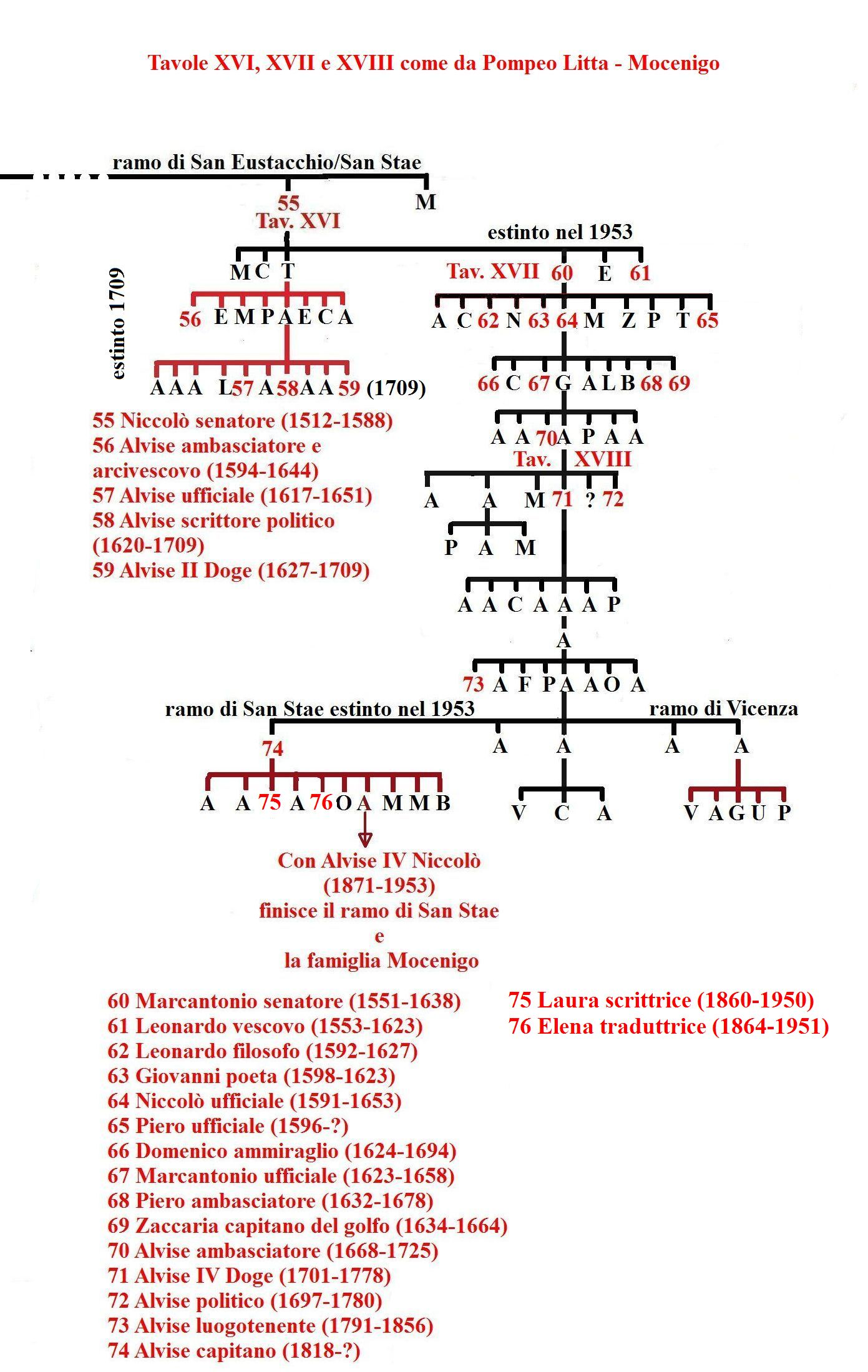
Tavola XVI-XVII-XVIII

### Dogi

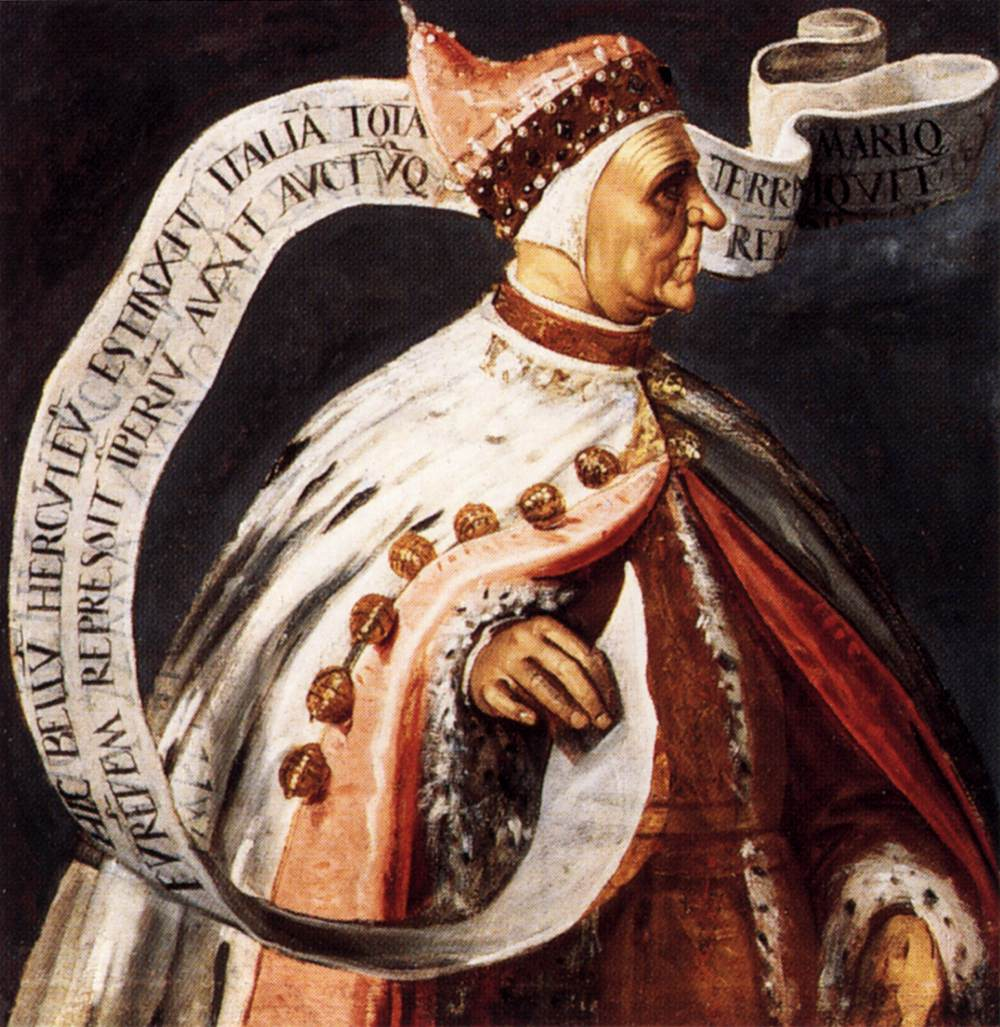
Giovanni Mocenigo di Tintoretto

- Tommaso Mocenigo, detto Tommasone (1343 - 1423): fu il sessantaquattresimo doge della Repubblica di Venezia dal 7 gennaio 1414 sino alla sua morte.[8]
- Pietro Mocenigo (1406 - 1476): fu il settantesimo doge della Repubblica di Venezia dal 14 dicembre 1474 sino al 23 febbraio 1476.[8]
- Giovanni Mocenigo (fratello del doge Pietro) (1426 - 1485): fu il settantaduesimo doge della Repubblica di Venezia dal 18 maggio 1478 fino alla sua morte.[7]
- Alvise I Mocenigo (del ramo di S. Samuele) (1507 - 1577): fu l'ottantacinquesimo doge della Repubblica di Venezia dal 1570 sino alla sua morte.[21]
- Alvise II Mocenigo (del ramo di San Eustachio/San Stae estinto nel 1709) (1628 - 1709): fu il centodecimo doge della Repubblica di Venezia dal 17 luglio 1700 sino alla sua morte.[22]
- Alvise III Mocenigo (del ramo di Casa Nuova) (1662 - 1732): fu il centododicesimo doge della Repubblica di Venezia dal 24 agosto 1722 sino alla sua morte.[23]
- Alvise IV Mocenigo (del ramo di San Eustachio/San Stae estinto nel 1953) (1701 - 1778): fu il centodiciottesimo doge della Repubblica di Venezia dal 19 aprile 1763 alla morte.[24]

La famiglia Mocenigo sussiste tuttora nel ramo cittadinesco detto "al Soccorso" nella persona di Alvise di Livio, residente a Trieste

### Politici
Data la natura interconnessa delle istituzioni veneziane e la pratica poliedricità della sua classe dirigente, non vi fu diplomatico, militare od ecclesiastico che non fosse stato (o non avesse ricoperto in qualche momento della sua carriera pubblica) in posizioni più specificamente politiche o legate all'amministrazione dello stato. A decine i Mocenigo, durante i secoli e dai diversi rami, furono eletti a cariche istituzionali più o meno importanti.
I Mocenigo, al pari d'ogni altro politico o patrizio veneziano, spesero intere fortune di famiglia (vedi ad esempio il doge Alvise IV) per sostenere lo stato nelle guerre o nelle opere pubbliche e sociali, così da onorare la carica politico-militare che avevano ricevuto, la Repubblica e i suoi concittadini che con appassionata dedizione servivano.
- Luca Mocenigo (? – ?): sostenne le più cospicue cariche senatorie. Nel 1432 era della giunta incaricata di processare il conte di Carmagnola (lui fu favorevole al carcere a vita) e nel 1445 nel consiglio dei X nel primo processo contro Jacopo Foscari.[25]
- Francesco Mocenigo (1459 – 1504): tra i vari incarichi politici, nel 1497 capitano a Brescia, accolse la regina di Cipro Caterina Cornaro sua parente.[25]
- Tommaso Mocenigo (del ramo estinto intorno al 1612)(1460 – 1517): senatore e membro del consiglio dei X, consigliere ducale, podestà e capitano di Treviso, governatore del banco de' Garzoni, consigliere ducale, podestà di Padova, ambasciatore, procuratore di San Marco de ultra. Il Sanudo nei “Diari” lo dice futuro doge, tant'era la considerazione che aveva goduto nella Repubblica.[7]
- Andrea Mocenigo (1473 – 1542): storiografo, filosofo e senatore illustre.[26]
- Piero Mocenigo (fratello di Andrea Mocenigo nato nel 1473) (? – 1541): senatore di molta stima.[27]
- Alvise Mocenigo (del ramo estinto nel 1622) (1478 – ?): nel 1487 era savio agli ordini e da quell'epoca coprì molte delle più cospicue magistrature interne della Repubblica.[28]
- Niccolò Mocenigo (senatore) (1512 – 1588): senatore di gran seguito fu, in seguito a divisioni ereditarie del patrimonio paterno, fondatore del ramo di S. Eustachio/S. Stae.[22]
- Giovanni Mocenigo (fondatore del ramo estinto nel principio del XVIII secolo)(? – 1572): nel 1531 era già senatore dei Pregadi; seggio che occupò, con pochissimi intervalli, per tutta la vita. Nel 1560 uno dei tre savi preposti alla fabbrica del palazzo ducale.[29]
- Giovanni Zuane Mocenigo (1531 - 1598): Provveditore Generale di Marano nel 1570, di Palmanova nel 1594, di Peschiera nel 1591 e di Dalmazia; Podestà e Capitano di Crema nel 1596.
- Marcantonio Mocenigo (figlio di Niccolò fondatore del ramo di San Eustachio/San Stae) (1551 – 1638), fondò il ramo di San Eustachio/San Stae estinto nel 1953 con Alvise IV Niccolò: fu senatore di gran seguito.[30]
- Leonardo Mocenigo (1551 – 1627): dal 1577 nel corso di mezzo secolo sostenne di grado in grado le più ambite cariche interne della Repubblica tra cui, nel 1615, procuratore di San Marco de ultra e nel 1623 – 1624 la sopraintendenza alla fabbrica del palazzo ducale. Durante l'interdetto papale contro Venezia, ebbe ragione dell'infedeltà del clero locale giungendo persino all'uso della forca contro i loro tradimenti[31].[27]
- Antonio Mocenigo (? - 1622?): Provveditore Generale di Palmanova nel 1621[32] e Capitano a Brescia nel 1618[33].
- Giovanni Alvise II Piero Mocenigo (del ramo di casa vecchia estinto nel 1864 a San Samuele) (1677 – 1760): senatore di grande autorità, prudente, eloquentissimo, ricoprì innumerevoli cariche politiche.[34]
- Alvise III Piero Mocenigo (del ramo di San Eustachio/San Stae estinto nel 1953 e fratello del doge Alvise IV Giovanni) (1697 – 1780): capitano di Chioggia (1724 – 1725), savio alle acque (1731), senatore ai pregadi e provveditore alla milizia marittima (1734), capitano a Brescia (1739), generalato di Palmanova (1741), tre volte consigliere ducale e quasi tutte le magistrature interne più considerevoli della Repubblica. Nel 1763 aveva ottenuto dalla repubblica, insieme al fratello e ai discendenti, l'investitura della contea di Cordignano. Procuratore di San Marco de supra nel 1779.[24]
- Alvise Mocenigo (del ramo di Casa Nuova) (1760 - 1815): uomo politico e imprenditore; durante e dopo la Repubblica fondò Alvisopoli. Quando nel 1797 reggeva Udine conobbe Bonaparte che lo qualificò “ottimo governatore di provincia” e, dal 1805 come Imperatore, lo nominò successivamente cavaliere della corona di ferro, prefetto dell'Agogna, conte e senatore del regno e designava infine di crearlo duca di Alvisopoli. Da Vienna fu nominato membro degli stati dell'Austria e magnate d'Ungheria.[35]

### Diplomatici
Da Venezia ebbe inizio il moderno sistema delle ambasciate. Famosi i dispacci e le relazioni dei suoi ambasciatori al senato. Per acutezza psicologica, economica, politica e sociale, queste relazioni sono alle volte gli unici documenti scritti che ci restino per ricostruire la prima storia socio-culturale di alcune nazioni europee allora agli inizi. Ad eccezione di chi fu quasi esclusivamente ambasciatore, anche molti degli uomini d'arme di questa famiglia ed alcuni ecclesiastici come ad esempio Filippo Mocenigo (arcivescovo), furono anche importanti diplomatici della Serenissima, quale parte integrante della carriera politica di ogni patrizio veneziano.
- Alvise Mocenigo (detto dalle Zogie e fondatore di questo ramo estinto nel 1713) (1480 – 1541): ricchissimo mercante, tra i vari ed importanti incarichi politici fu inviato oratore a Massimiliano, re dei romani, nel 1502. Al ritorno fu lodato dal senato per la sua relazione sullo stesso. Nel 1503 ambasciatore in Francia e nel 1516 al sultano Selim. Nel 1522 uno dei sei ambasciatori a papa Adriano VI e nel 1523 dei tre delegati a Carlo V. Nel 1529 fece parte dell'ambasciata a Clemente VII e Carlo V. Come ufficiale nel 1510 riconquistò alla Serenissima Feltre, Asolo, Marostica, Belluno e altri luoghi.[15]
- Leonardo Mocenigo(? – 1534): ambasciatore a papa Giulio II nel 1503, nel 1509 e nel 1510. Al re dei romani nel 1512 ed al papa Leone X nel 1513. Procuratore de supra nel 1524 oltre a vari altri incarichi politici.[26]
- Piero Mocenigo (fratello di Andrea Mocenigo nato nel 1473) (? – 1541): senatore di molta stima, nel 1537 persuase alla continuazione della guerra contro i turchi. Per cercare alleanze fu eletto ambasciatore a Carlo V.[27]
- Leonardo Mocenigo (del ramo dalle zogie estinto nel 1713) (1522 – 1575): ambasciatore al re dei romani Ferdinando I nel 1556 nelle sue relazioni descrisse gli stati d'Austria e dell'Impero. Molto stimato dallo stesso, nel 1559 lo creò conte palatino e dell'Impero con diritto ereditario di aggiungere l'aquila imperiale al suo stemma.[15]
- Filippo Mocenigo (1524 – 1586): nel 1553 fu mandato ambasciatore al re di Polonia Sigismondo Augusto. Mise fine alla sua promettente carriera diplomatica facendosi chierico nel 1559 quando era stato eletto oratore al duca di Savoia Emanuele Filiberto.[27]
- Lazzaro Mocenigo (ambasciatore) (del ramo estinto nel principio del XVIII secolo) (1529 – 1582): tra i tanti incarichi pubblici ricoperti, fu ambasciatore al duca d'Urbino nel 1570. La relazione che lesse al suo ritorno in senato fu lodata da Wicquefort che la pubblicò nell'opera “L'Ambassadeur et ses fonctions”[37].[29]
- Giovanni Mocenigo (del ramo di San Zaccaria estinto nel 1772)(1552 – forse 1612): uno dei più eminenti diplomatici dei suoi tempi fu ambasciatore a Carlo Emanuele I di Savoia (1583), al re di Francia Arrigo III e Arrigo IV (dal 1587 al 1595), al papa Clemente VIII e Paolo V, procuratore de citra nel 1611. Prima di lasciare Parigi, per i grandi servigi resi alla corona, Arrigo IV volle unisse al suo stemma i gigli d'oro del proprio e ciò passasse per diritto ereditario al suo ramo Mocenigo.[26]
- Alvise II Giovanni Mocenigo (del ramo di Casa Nuova) (1660 – 1736): ambasciatore in Spagna nel 1696. Importanti i suoi dispacci per l'acutezza politica con cui ragiona delle difficili condizioni in cui versava la monarchia spagnola allo spegnersi della dinastia austriaca.[23]
- Piero Mocenigo (ramo di San Eustachio/San Stae estinto nel 1953) (1632 – 1678): ambasciatore a Londra dal 1668 al 1670 (famosi i suoi dispacci da questa città), a Roma dal 1672 al 1676, procuratore de citra nel 1678.[30][38]
- Alvise II Mocenigo (ambasciatore)(del ramo di San Eustachio/San Stae estinto nel 1953) (1668 - 1725): capitano a Vicenza 1695 - 1696, ambasciatore in Inghilterra dal 1701 al 1705, bailo a Costantinopoli nel 1708, provveditore alle fortezze, censore e infine consigliere ducale.[30]
- Alvise V Antonio Mocenigo (del ramo di Casa Nuova) (1672 – 1763): tra le varie cariche politiche, fu ambasciatore in Francia nel 1708. Legazione di grande importanza per la mediazione che Versailles chiedeva alla Repubblica per metter fine alla guerra per la successione di Spagna.[23]
- Giovanni Alvise I Mocenigo (del ramo di Casa Vecchia estinto nel 1864) (1711 – 1756): formato alla carriera diplomatica (a cui voleva dedicarsi) in vari uffici della Repubblica, fu ambasciatore di Francia dal 1751 al 1756 e morì mentre si preparava per quella di Roma.[34]
- Alvise II Giovanni Mocenigo (del ramo di Casa Nuova) (1713 – ?): tra i molti incarichi politici fu ambasciatore a Parigi dal 1772 al 1776.[35]
- Alvise V Sebastiano Mocenigo (del ramo di Casa Nuova) (1726 – 1795): tra i vari incarichi politici fu ambasciatore a Madrid nel 1761 e ambasciatore in Francia nel 1767. Per la ventiseiesima ed ultima volta tra i Mocenigo, fu eletto procuratore di San Marco de ultra nel 1789.[35]
- Alvise Francesco Mocenigo[39] (1799 - 1884): imprenditore e diplomatico presso la corte austriaca; fu anche presidente dell'Ateneo Veneto di Scienze, Lettere ed Arti.

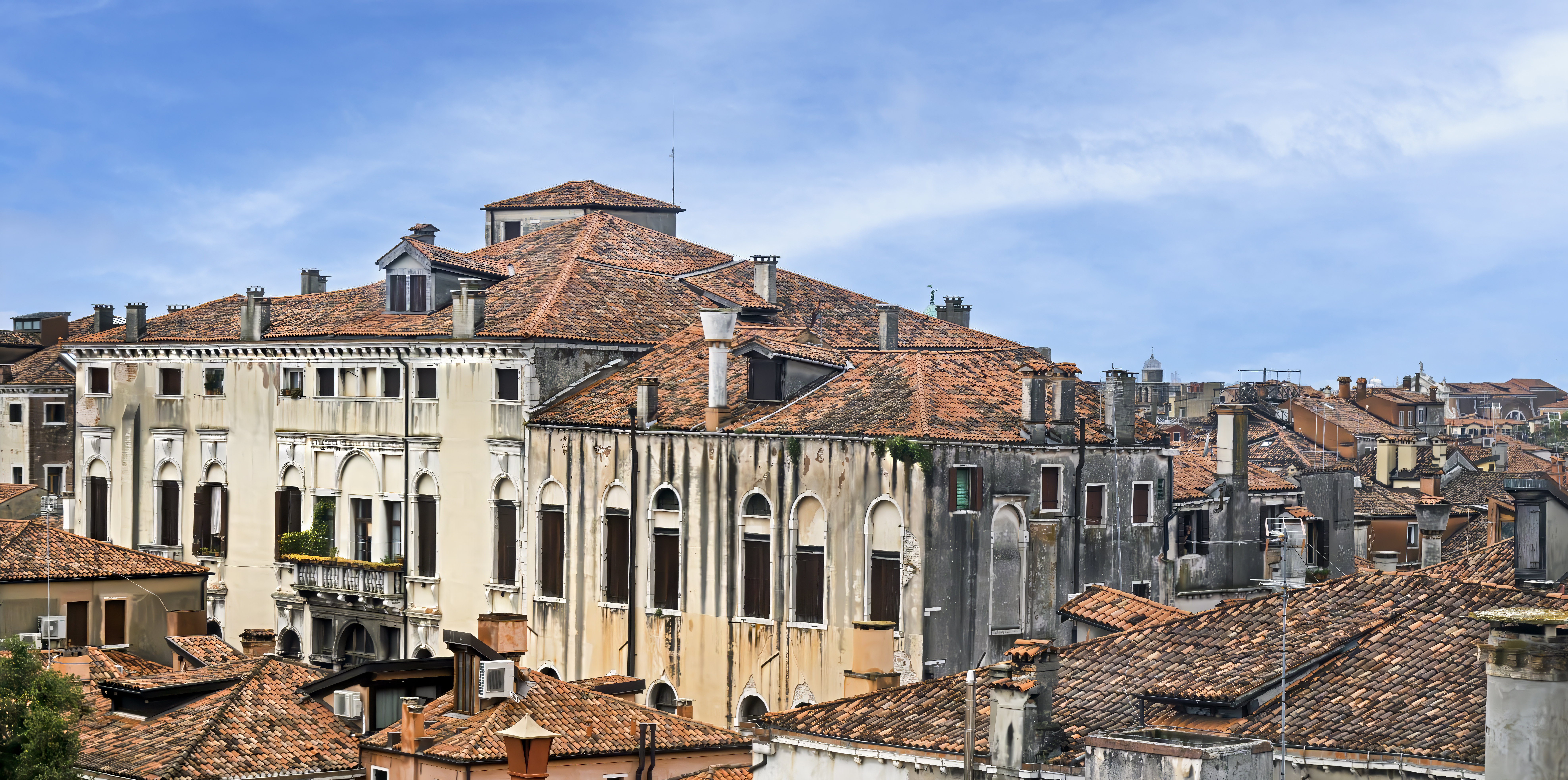
Palazzo Mocenigo di San Stae

### Militari
- Stefano Mocenigo (? – ?): governatore di galea nel 1197.[6]
- Carlo Mocenigo (fratello di Stefano)(? – ?): governatore di galea nel 1199.[6]
- Piero Mocenigo: capitano della flotta nell'Adriatico, nel 1278 sconfisse i pirati di Almissa, sottomettendo anche Farra e Brazza; aprendo così la serie dei famosi ammiragli ed ufficiali di questa casa che resero grande Venezia nei mari. Fu tra i 41 elettori del doge Pietro Gradenigo nel 1289.[6]
- Giovanni Mocenigo (13...? – ?): uno dei più facoltosi patrizi della Repubblica, tra i vari ed importanti incarichi politici fu, nel 1364, provveditore all'armata destinata a domare Candia ove, procedendo con gran vigore, costrinse alla resa Rettimo e la Canea. Nel 1355, scoperta la famosa congiura di Marino Faliero, primo e unico doge ad esser giustiziato per alto tradimento tranne alcuni casi durante i primi secoli d'esistenza della Serenissima, presiedé i consigli della Repubblica e toccò a lui di levare dal capo del doge il berretto ducale.[6]
- Marco Mocenigo (13... – 14...): capitano di due galere, nel 1403 raggiunse nelle acque di Modone la flotta di Carlo Zeno ed ebbe efficacissima parte nella rotta data ai genovesi alla Sapienza.[6]
- Piero Mocenigo, padre del doge Tommaso, fu sopracomito di galea nel 1345, nel 1365 sottomesse una rivolta a Candia, capitano del golfo nel 1367 e nel 1373, capitano generale da mar (ammiraglio) nel 1377, per la seconda volta Duca di Candia nel 1381, procuratore di S. Marco de citra nel 1385.[8][40]
- Dei tanti valorosi ufficiali di terra e di mare che produsse la famiglia Mocenigo[41], non van dimenticati Tommaso, Pietro ed Alvise III che, prima d'essere dogi, furono tra i migliori ammiragli che servirono la Serenissima nelle sue secolari guerre contro pirati, turchi e alcune potenze continentali europee.
- Leonardo Mocenigo (? - 1442 ): fratello del doge Tommaso, fu capitano di galere sotto il comando di Carlo Zeno nel 1403 riportando in gran parte l'onore della vittoria alla Sapienza contro i genovesi; mentre nel 1412 come comandante della flotta del golfo assediò Sebenico costringendola alla resa. Dei tanti incarichi politici ricoperti, fu “procurator di San Marco de supra” nel 1418 e nel 1423.[8]
- Andrea Mocenigo: fu capitano del golfo nel 1426, ammiraglio nel 1429 e nel 1430 contro i turchi a Gallipoli e per la seconda volta nel 1431 contro i genovesi, capitano a Padova, due volte capitano di Verona, ambasciatore al Visconti, al Carmagnola, a papa Eugenio IV, a Sigismondo e a Francesco Sforza.[28]
- Tommaso Mocenigo (padre del doge Alvise I, di Giovanni –fondatore del ramo di Casa Nuova- e di Niccolò –fondatore del ramo di S. Eustachio/S. Stae-)(? – 1551): in gioventù grande mercante di pepe, quindi senatore e diverse volte ambasciatore, fu capitano generale da mar (ammiraglio) nel 1522 (dopo esser stato vice duca di Candia) e di nuovo nel 1539. Procuratore di San Marco de supra nel 1548.[21]
- Francesco Mocenigo (del ramo di S. Samuele) (1511 – 1538): sopracomito di galera, circondato dai turchi cadde combattendo piuttosto che arrendersi.[21]
- Giovanni Zuane Mocenigo (ufficiale) (del ramo estinto intorno al 1612) (1531 – 1598): con grande attitudine alle cose militari fu sopracomito nel 1556, capitano di fusta nel 1557, podestà e castellano a Cerigo nel 1560, provveditore di cavalleria in Dalmazia nel 1564 e nel 1568, governatore di galea nel 1568, provveditore a Marano nel 1570. Al comando di una nave combatté valorosamente a Lepanto contro i turchi (1571). Bailo a Corfù, capitano e provveditore generale con pieni poteri a Candia, infine procuratore di San Marco de supra nel 1595.[7]
- Alvise Mocenigo (del ramo di Casa Nuova) (1583 - 1654): ammiraglio e procuratore di S. Marco de supra della Repubblica di Venezia. Eroe di Candia a cui anche i turchi resero gli onori funebri in segno di rispetto per il suo valore militare[23].
- Niccolò Mocenigo (ufficiale) (ramo di San Eustachio/San Stae estinto nel 1953) (1591 – 1653): sopracomito di galea nella guerra contro gli arciduchi d'Austria, nel 1616 sotto il generalato di Gianjacopo Zane batté nelle acque di Pola la flottiglia dei triestini. Passò poi alcuni anni come governatore delle galee dei condannati, come provveditore alla milizia marittima e, fino alla morte, in varie altre importanti cariche politiche.[30]
- Piero Mocenigo (del ramo di San Eustachio/San Stae estinto nel 1953) (1596 – ?): conte a Zara nel 1624, governatore di galeazza nel 1626, capitano dell'isole contro gli Uscocchi nel 1629, governatore delle galee dei condannati nel 1630, capitano delle galeazze nel 1634. Abbracciò la regola dei somaschi nel 1646.[30]
- Giovanni Mocenigo (del ramo estinto nel 1760) (1616 – 1713): nel 1651 al comando della nave Madonna della Vigna combatté a Paros contro i turchi.[27]
- Alvise II Leonardo Mocenigo (del ramo di Casa Nuova) (1616 – 1691): a ventidue anni armò una galea sottile nella spedizione contro i corsari di Barberia (1638). Salì rapidamente al governo delle galeazze e nel 1649 ebbe il grado di provveditore dell'armata. Nella campagna del 1650 batté il nemico a Malvasia prendendogli venti navi quindi, sbarcato a S. Teodoro prese d'assalto il castello detto di Turlulù costringendo la piazza alla resa. Alla battaglia di Paros, non fu da meno nel coraggio degli altri Mocenigo che combattevano lì. Alla morte lasciò un enorme patrimonio.[35]
- Alvise IV Tommaso (del ramo di S.Eustachio/S.Stae estinto nel 1709) (1617 – 1651): allo scoppio della guerra di Candia ebbe il comando di una galea; eletto nel 1649 vice capitano delle navi si coprì di gloria alla presa di San Teodoro; nel 1651 col grado di governatore di galeazza raggiunse l'armata dell'ammiraglio Alvise Mocenigo e nelle acque di Triò (fra Paros e Nixia), insieme a Lazzaro Mocenigo, fu tra gli artefici di quella vittoria anche se trovò la morte mentre con i suoi combatteva sul ponte della nave.[22]
- Marcantonio Mocenigo (del ramo di S.Eustachio/S.Stae estinto nel 1953) (1623 – 1658): ebbe lode di valoroso nel posto di capitano alla guardia di Candia nel 1651, oltre a vari incarichi politici.[30]
- Domenico Mocenigo (del ramo di San Eustachio/San Stae estinto nel 1953) (1624 – 1694): governatore di nave nel 1657 e quindi promosso capitano straordinario delle galeazze nel 1662 vinse i turchi a Stanchiò, rettore di Rovigo sino al 1665, consigliere ducale, podestà di Padova sino al 1672, molte cariche amministrative e quindi generalissimo dell'armata marittima. Ottimo comandante di mare non lo fu altrettanto con le milizie di terra che quella carica comportava.[30]
- Lazzaro Mocenigo (del ramo estinto nel principio del XVIII secolo) (1624 - 1657) ammiraglio della Repubblica di Venezia ed eroe dei Dardanelli nell'epica battaglia contro i turchi del 1657[29].
- Francesco Mocenigo (del ramo estinto nel principio del XVIII secolo) (1631 – 1696):  come luogotenente del fratello Lazzaro Mocenigo, saltò in aria insieme a lui nell'esplosione della nave ai Dardanelli. Tratto in salvo diventò Generale delle tre Isole nel 1662, consigliere ducale nel 1665 e nel 1686, sopraintendente alle fortificazioni di Candia contro i turchi in cui fu gravemente ferito (1668), provveditore all'armamento nel 1689, luogotenente in armata del doge Morosini nel 1693. Oltre a vari altri importanti incarichi politici.[29]
- Zaccaria Mocenigo (del ramo di San Eustachio/San Stae estinto nel 1953) (1634 – 1664): ebbe il governo d'una galea del golfo nel 1657, la difesa della rocca di Cattaro assediata per due mesi dai turchi gli valse il comando d'una galeazza e quindi il grado di capitano del golfo con cui diede prova di valore nella battaglia di Stanchiò comandata dal fratello Domenico, capitano d'un convoglio in soccorso di Candia nel 1664. Nel ritorno, attaccata la sua nave da cinque navi pirata, dopo feroce combattimento saltò in aria con la sua travolgendo il nemico.[30]
- Giovanni Mocenigo (ufficiale) (del ramo di S.Zaccaria estinto nel 1772) (1645 – ?): nella memorabile difesa di Candia del 1668, gli fu affidata la guardia del castello del molo.[42]
- Giovanni Mocenigo (del ramo estinto nel principio del XVIII secolo) (1651 – intorno al 1711): capitano delle guardie del duca di Zell e suo ambasciatore alle nozze di Amalia di Brunswick.[29]
- Alvise II Giovanni Antonio Mocenigo (del ramo di San Eustachio/San Stae estinto nel 1953) (1791 - 1856): luogotenente dell'armata austriaca.[24]
- Alvise III Francesco Mocenigo (del ramo di San Eustachio/San Stae estinto con suo figlio nel 1953) (1818 – ?): capitano della guardia nazionale in questa veste fece parte della commissione veneziana che ricevette a Susa le ceneri di Daniele Manin ricondotte in Italia da Parigi. Fu decorato della medaglia commemorativa per la campagna del 1848. Nel 1858 sposò la figlia dello storico Ermanno Lunzi del Zante (Maria) da cui ebbe otto figli.[24]

Dei tanti valorosi ufficiali Mocenigo, questa è solo la lista di quelli che raggiunsero i vertici del comando o dell'eroismo.

### Ecclesiastici
Tra i molti rappresentanti del clero (maschile e femminile) di questa casa, i maggiori furono:
- Filippo Mocenigo[43]  (1524 – 1586): arcivescovo di Nicosia(1536-1571). A questa carica ecclesiastica andavano congiunte le qualità di primate e legato di Cipro e persino la porpora cardinalizia. Uno dei più eminenti prelati del suo tempo, nel 1562 partecipò al Concilio di Trento.[27]
- Marco Antonio Mocenigo (del ramo estinto nel 1599) (1538- 1599)[44]: vescovo di Ceneda tra il 1586 ed il 1597.[45]
- Andrea Mocenigo (del ramo estinto nel 1599) (1541 – ?): (fratello di Marco Antonio) fu abate fatto vescovo di Lemisso (Cipro) da Pio IV, fu tra i prelati del concilio di Trento. Rimasto a Famagosta nel 1571 quando assediata dai turchi, rimase sui bastioni per sei ore in mezzo alla mischia ad incoraggiare i soldati.[45]
- Elisabetta Mocenigo (del ramo di Casa Nuova) (? – ?): badessa delle Benedettine di S. Lorenzo a Venezia nel 1683.[23]
- Leonardo Mocenigo[44] (del ramo di San Eustachio/San Stae) (1553 - 1623): vescovo di Ceneda tra il 1599 ed il 1623.[22]
- Alvise III Mocenigo (del ramo di San Eustachio/San Stae estinto nel 1709) (1594 – 1644): savio agli ordini nel 1622, passò podestà e capitano a Feltre; ambasciatore in Spagna nel 1626, sono molto importanti i suoi dispacci di quattro anni in quel paese secondo questi già accennante alla decadenza; arcivescovo di Candia nel 1633.[22]

### Letterati
Molti furono i Mocenigo mecenati o amanti delle arti, lettere e filosofia. Di questi alcuni emersero anche come validi autori nelle stesse, oltre che nella vita politica od ecclesiastica che conducevano nella pratica. Senza contare che i dispacci e le relazioni degli ambasciatori Mocenigo al Senato (che insieme agli altri formavano i testi di formazione della diplomazia veneziana) costituiscono parte della nostra migliore letteratura politica.
- Alvise Mocenigo (1433 – ?): nel 1486 Filippo Bonaccorsi (Callimaco Esperiente) lo loda nel suo libro “De his quae a Venetis tentata sunt...” tra i più eruditi ed eloquenti della Repubblica e, intorno alla stessa epoca, Vittore Pisani ne loda la dottrina singolare e la facondia ricordando che il Valla fu loro comune maestro.[25]
- Andrea Mocenigo (1473 – 1542): storiografo ufficiale della Repubblica di Venezia, filosofo e senatore illustre, studiò all'università di Padova dove nel 1503 ottenne la laurea dottorale. Studioso nei classici greci di storia e cosmografia, tradusse in latino la “Teogonia” di Esiodo. Annoverato tra i migliori poeti latini e membro dell'accademia fondata dallo storico Sabellico, raccolse in un volume dal titolo “Enchiridion” le sue tesi di teologia, fisica e metafisica. Al 1511 risale la stampa del Pentatheucon, composto da cinque libri in cui affronta temi teologici. Come storiografo scrisse il “Bellum Cameracense” pubblicato a Venezia nel 1525 e sua opera principale sulla guerra di Cambrai.[26][46][47]
- Andrea Mocenigo (? – 1513): protonotaro apostolico, fu a capo della badia di San Michele in Coniolo della diocesi di Brescia e nel 1501 della badia di San Cipriano in Murano. Partecipò alle trattative di lega tra il papa, la Serenissima ed i cantoni svizzeri del 1512. Dottore di ambedue le leggi e versatissimo nel diritto canonico sul quale aveva composto parecchi volumi di commentari.[28]
- Leonardo Mocenigo  (del ramo dalle zogie estinto nel 1713) (1522 – 1575): grande mecenate delle belle arti, fu archeologo appassionato e mise insieme uno dei più scelti musei, in quel tempo a Venezia, di numismatica ed anticaglie.[15]
- Filippo Mocenigo (1524 – 1586): filosofo e teologo scrisse l'”Universales istitutiones ad hominum perfectionem” stampato a Venezia nel 1581, opera lodatissima dai contemporanei. Anche se, secondo l'inquisizione, sconfinò quasi nell'eresia[27][48].
- I fratelli Tommaso (1524 – 1560) e Jacopo Mocenigo (1527 – 1571) (del ramo estinto nel 1598): poeti di un certo valore.[45]
- Alvise Mocenigo (del ramo dalle zogie estinto nel 1713) (1532 – 1598): tra le vari ed importanti cariche pubbliche fu famoso per aver tradotto felicemente in volgare la “Retorica” di Aristotele.[15]
- Marco Antonio Mocenigo (del ramo estinto nel 1599) (1538 – 1599): filosofo e teologo ammirato dal futuro papa Sisto V (che lo fece vescovo di Ceneda) suo assiduo uditore quando il Mocenigo, nel 1561, leggeva filosofia alla pubblica cattedra di Venezia.[45]
- Zaccaria Mocenigo (1553-1573): (nipote dell'arcivescovo Filippo Mocenigo 1524-1586) morto giovane ma poeta lodato in prose e versi dai letterati del tempo, ed in particolare da Francesco Patrizi nell'”Aggiunta alle imprese illustri” di Girolamo Ruscelli (Venezia 1572, p. 283)[27].[49]
- Giovanni Mocenigo (poeta) (del ramo di San Eustachio/San Stae estinto nel 1953 e fratello di Leonardo) (1598 – 1623): pubblicò a Treviso nel 1613 un saggio poetico dal titolo “Poetico Trionfo”.[30]
- Alvise VI Mocenigo (ramo di San Eustachio/San Stae estinto nel 1709) (1620 – 1709): probabile autore dell'”Opinione come debba governarsi la repubblica”.[22]
- Leonardo Mocenigo (filosofo) (del ramo di San Eustachio/San Stae estinto nel 1953) (1592 – 1627): filosofo di un certo valore, scrisse il “Philosophus Peripateticus publicae discussioni propositus” pubblicato a Roma nel 1615.[30]
- Sebastiano Mocenigo (del ramo di casa vecchia estinto nel 1863 al Soccorso) (1730 – ?): uomo politico, poeta ed erudito ci resta un poemetto in ottava rima dal titolo “L'armi da ferir d'appresso” pubblicato a Milano nel 1803.[34]
- Giovanni Alvise II Piero Mocenigo (del ramo di Casa Vecchia estinto nel 1864) (1742 – 1805): oltre a varie cariche politiche scrisse saggi poetici (l'Eloisa, Il Conte di Sting,...), di eloquenza (due Elogi al Doge Paolo Reniero e al Procuratore Angelo Emo capitano delle navi usciti entrambi nel 1788), di politica, di filosofia e d'economia: Saggio filosofico-politico-morale sulla natura e sugli uomini in società (Venezia 1783); Riflessioni sull'uomo in società (Venezia 1784); Discorso ragionato sopra gli innovatori politici (Venezia 1788); Trattato universale filosofico e politico sopra lo stato dell'uomo libero ed in società, relativamente alle di lui facoltà, sopra la forza dei sistemi, la disciplina, le arti, il commercio e la economia (Venezia 1789).
- Laura Mocenigo (1860 - 1950) del ramo di San Stae[24]: scrittrice[50] e traduttrice[51].
- Elena Mocenigo (1864 – 1951) del ramo di San Stae[24]: traduttrice di poesie di Byron e altri poeti[52].

### Galleria di ritratti

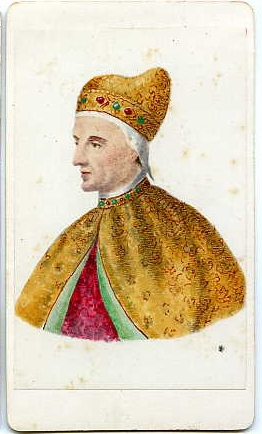
Tommaso Mocenigo
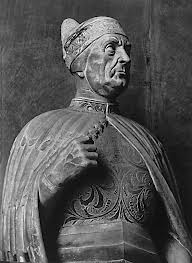
Pietro Mocenigo
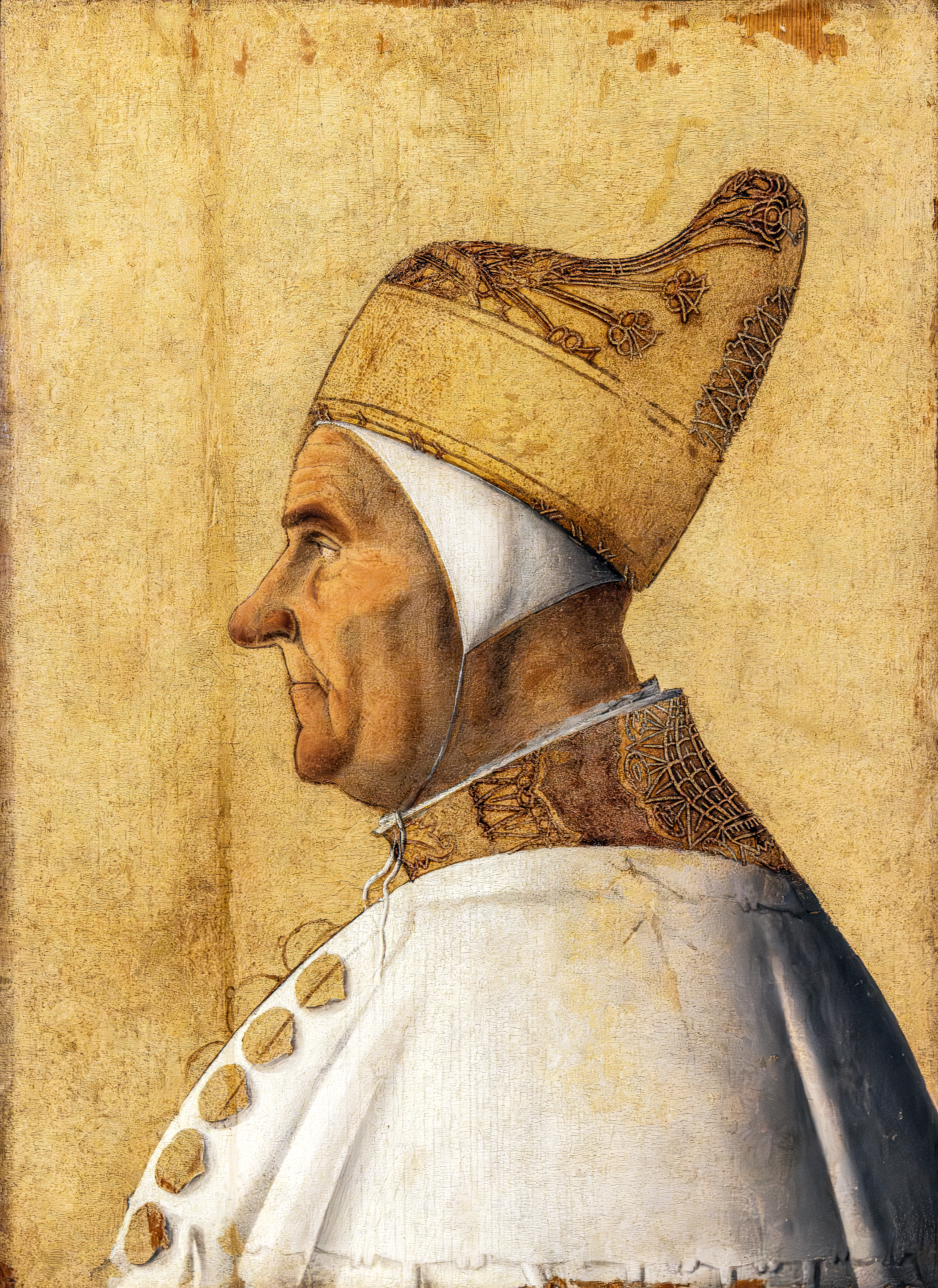
Giovanni Mocenigo
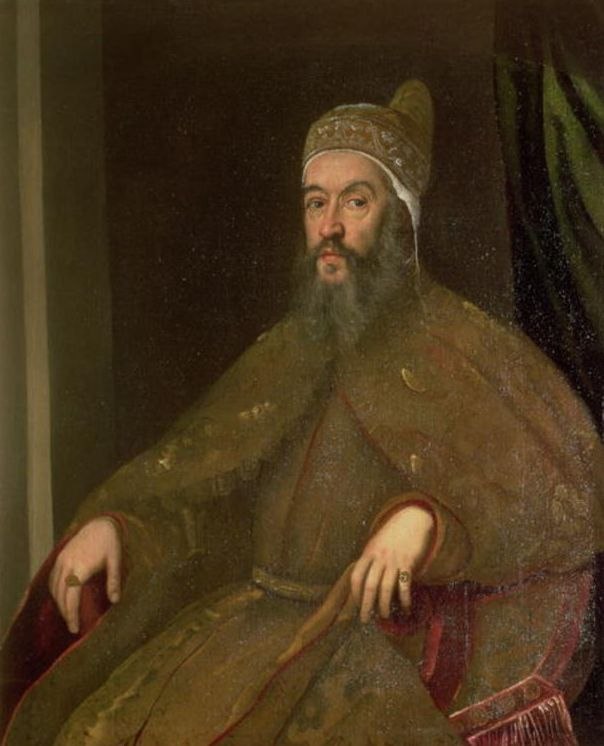
Alvise I Mocenigo
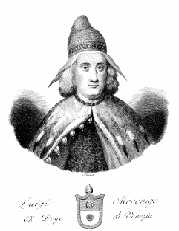
Alvise II Mocenigo
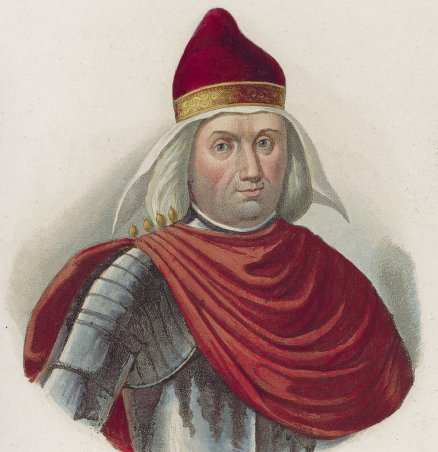
Alvise III Mocenigo
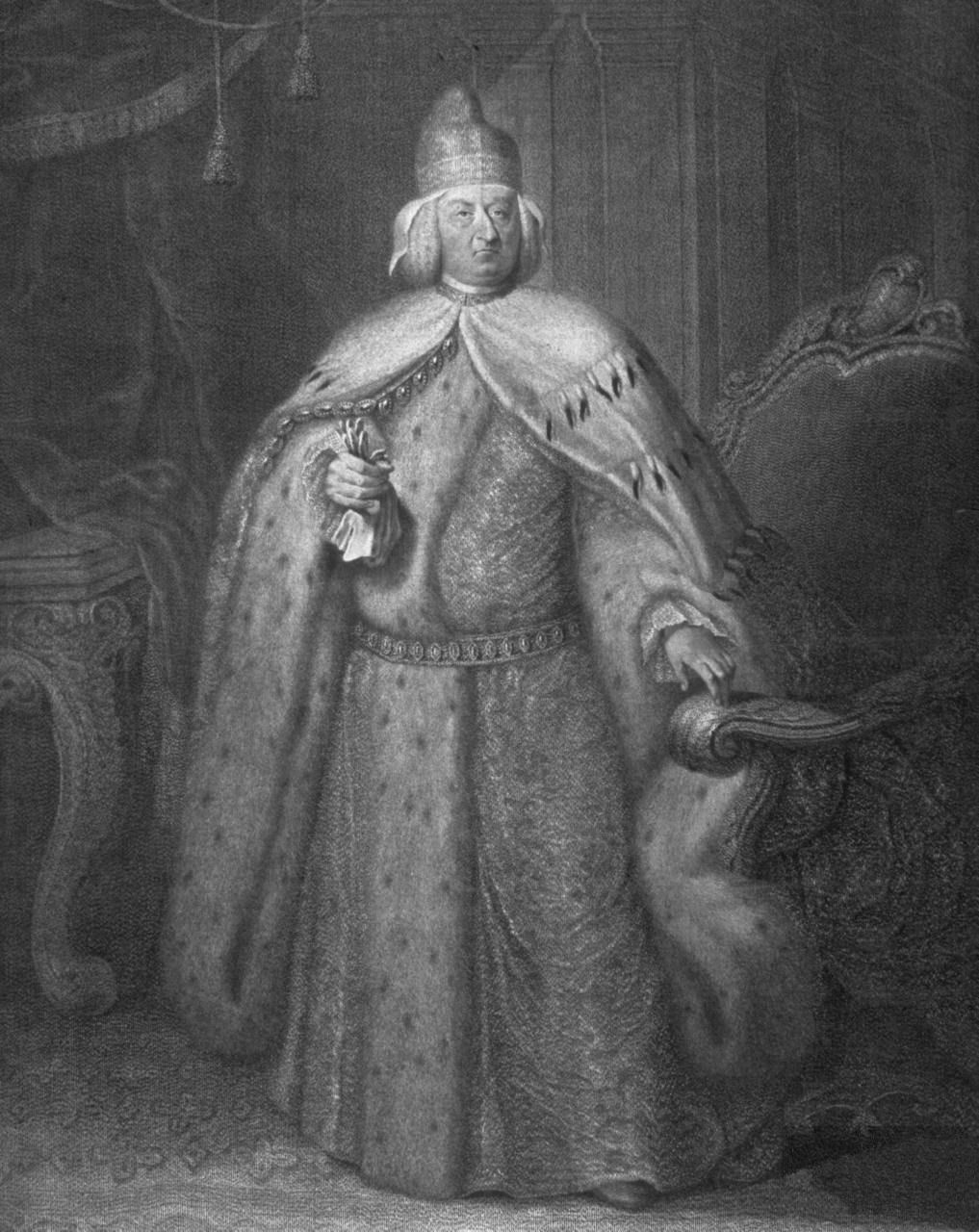
Alvise IV Giovanni Mocenigo
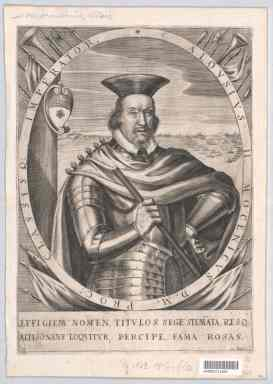
Alvise Mocenigo
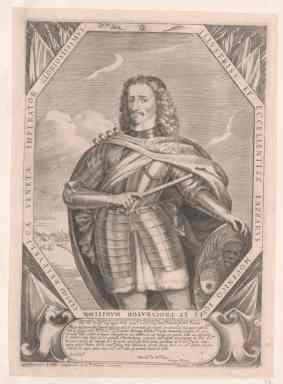
Lazzaro Mocenigo

## Monete

### Lira Mocenigo
Lira Mocenigo (o più semplicemente Mocenigo) è la lira veneziana emessa per la prima volta sotto il dogato di Pietro Mocenigo tra il 1474 ed il 1476. Nel XVI secolo coniata anche a Mantova e Modena, col rispettivo nome di Mocenigo mantovano e Mocenigo modenese.
Mantenendo il nome anche con i dogi successivi, fu coniata fino al 1575.

### Giustina
Giustina è il nome di diverse monete d'argento fatte emettere dal doge Alvise I Mocenigo nel 1572 per il primo anniversario della vittoria di Lepanto, caduta il 7 ottobre dell'anno precedente, il giorno di santa Giustina.

## Architetture

### Palazzi

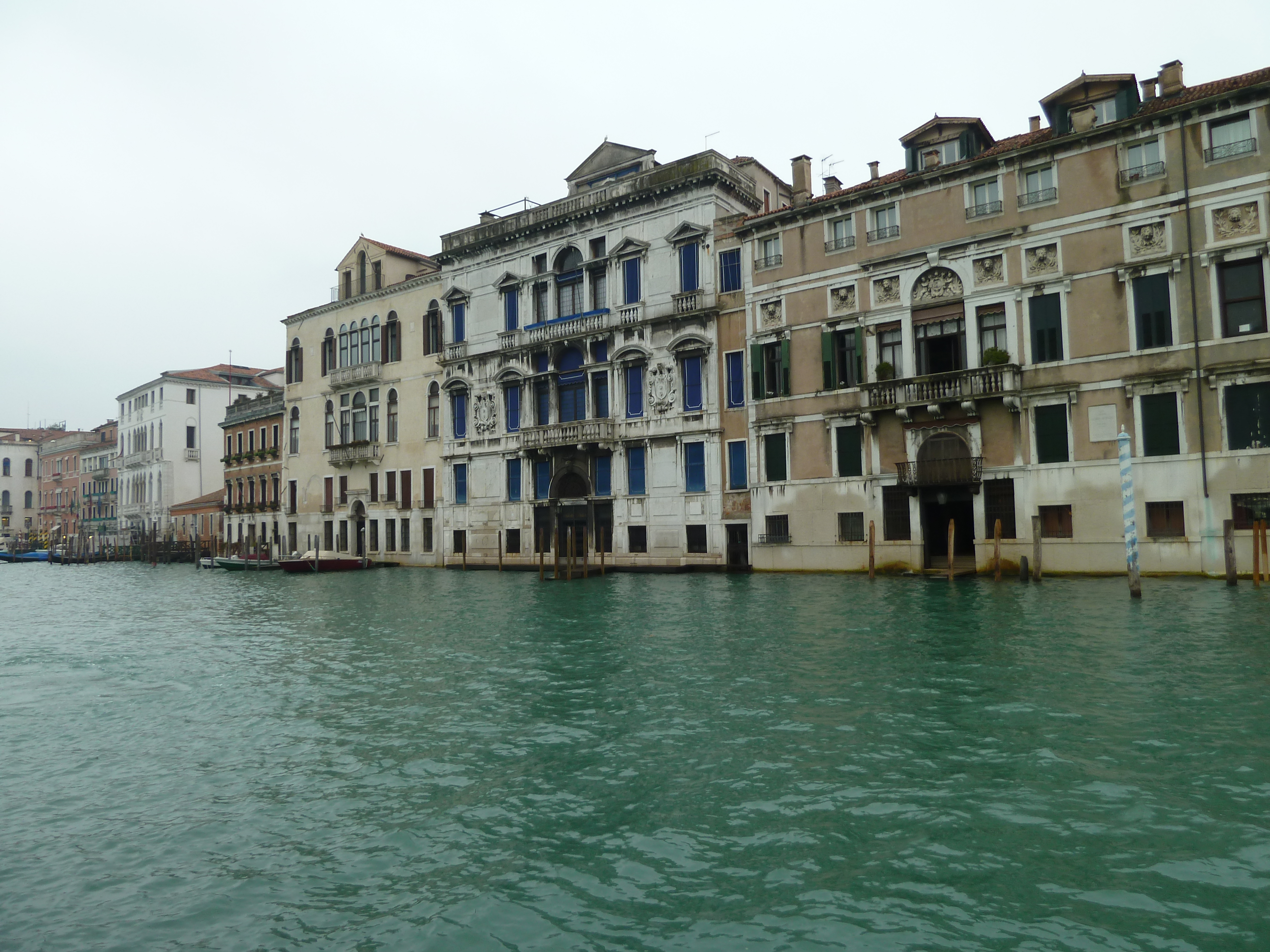
Veduta dei palazzi Mocenigo (da destra) "il Nero" (dove nell'Ottocento abitò Lord Byron) e "Cà Nova"

Tutt'oggi a Venezia esistono degli edifici appartenuti ai Mocenigo:
- Palazzo Mocenigo di San Stae: qui il ramo familiare discendente da Nicolò Mocenigo (il fratello di Alvise I Mocenigo) vi si trasferì all'inizio del XVII secolo[55]; e qui visse Alvise Nicolò Mocenigo, ultimo discendente della nobile famiglia veneziana, che, alla sua morte, lo lasciò in dono al Comune di Venezia[56]. Attualmente ospita una galleria d'arte, assieme agli uffici del Centro Studi di Storia del Tessuto e del Costume[14].
- Palazzo Mocenigo Ca' Vecchia: edificio in stile gotico, venne ricostruito tra il 1623 e il 1625[57]. Ospitò Giordano Bruno.
- Palazzo Mocenigo detto "il Nero" dove soggiornò Lord Byron.
- Palazzo Mocenigo Ca' Nova: palazzo edificato nella seconda metà del XV secolo, fu ricostruito un secolo dopo. La facciata fu ultimata all'inizio del XVII secolo[57].
- Palazzo Mocenigo alla Giudecca, dimora "di campagna" della famiglia Mocenigo, costruito nel XVI secolo.
- Palazzo Corner Mocenigo, in Campo San Polo, testimonia l'unione dei Mocenigo con la casata dei Corner dai quali discese Caterina Cornaro[58] Regina di Cipro ed Armenia dal 1474 al 1489.
- Palazzo Mocenigo Gambara a Dorsoduro.
- Palazzo Contarini Mocenigo: costruito nel XVI secolo, passa ai Mocenigo del ramo di San Stae nel 1883. Attualmente è di proprietà del Comune di Venezia ed è la sede della Polizia municipale[59].
- Casa Foscari Mocenigo a Castello.

### Ville

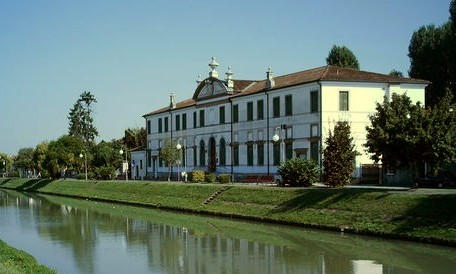
Villa Mocenigo a Oriago sulla Riviera del Brenta, oggi sede distaccata dell'Università Cà Foscari

- Villa Mocenigo ad Alvisopoli di Fossalta di Portogruaro (Venezia).
- Villa Mocenigo a Marocco (nei pressi dell'attuale Villa Volpi), progetto di Andrea Palladio realizzato solo in parte e poi demolito.
- Villa Mocenigo, a Oriago di Mira (Venezia), lungo la Riviera del Brenta.
- Villa Mocenigo detta “Belvedere” a Cordignano (Treviso)
- Villa Nani Mocenigo a Canda (Rovigo), progettata da Vincenzo Scamozzi
- Villa Repeta Sale Mocenigo Bressan a Campiglia dei Berici (Vicenza)
- Villa Mocenigo alla Brenta, progetto di villa palladiana mai realizzato.[60]

## Tomba di famiglia
La Basilica dei Santi Giovanni e Paolo a Venezia fu scelta dai Mocenigo quale tomba di famiglia; lì si fecero seppellire tutti i dogi della casata e molti dei suoi famosi discendenti.

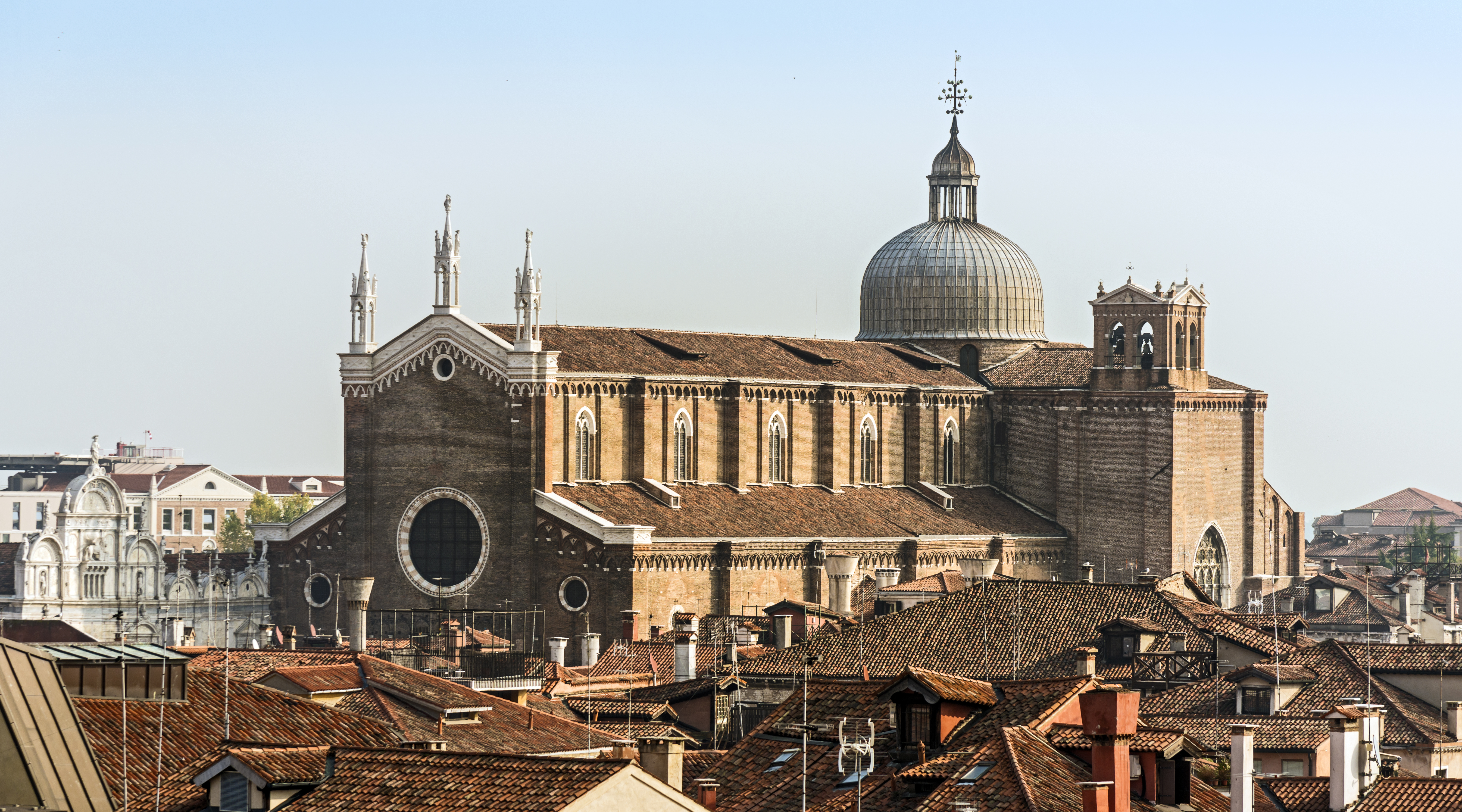
Basilica dei SS Giovanni e Paolo e Scuola Grande di San Marco
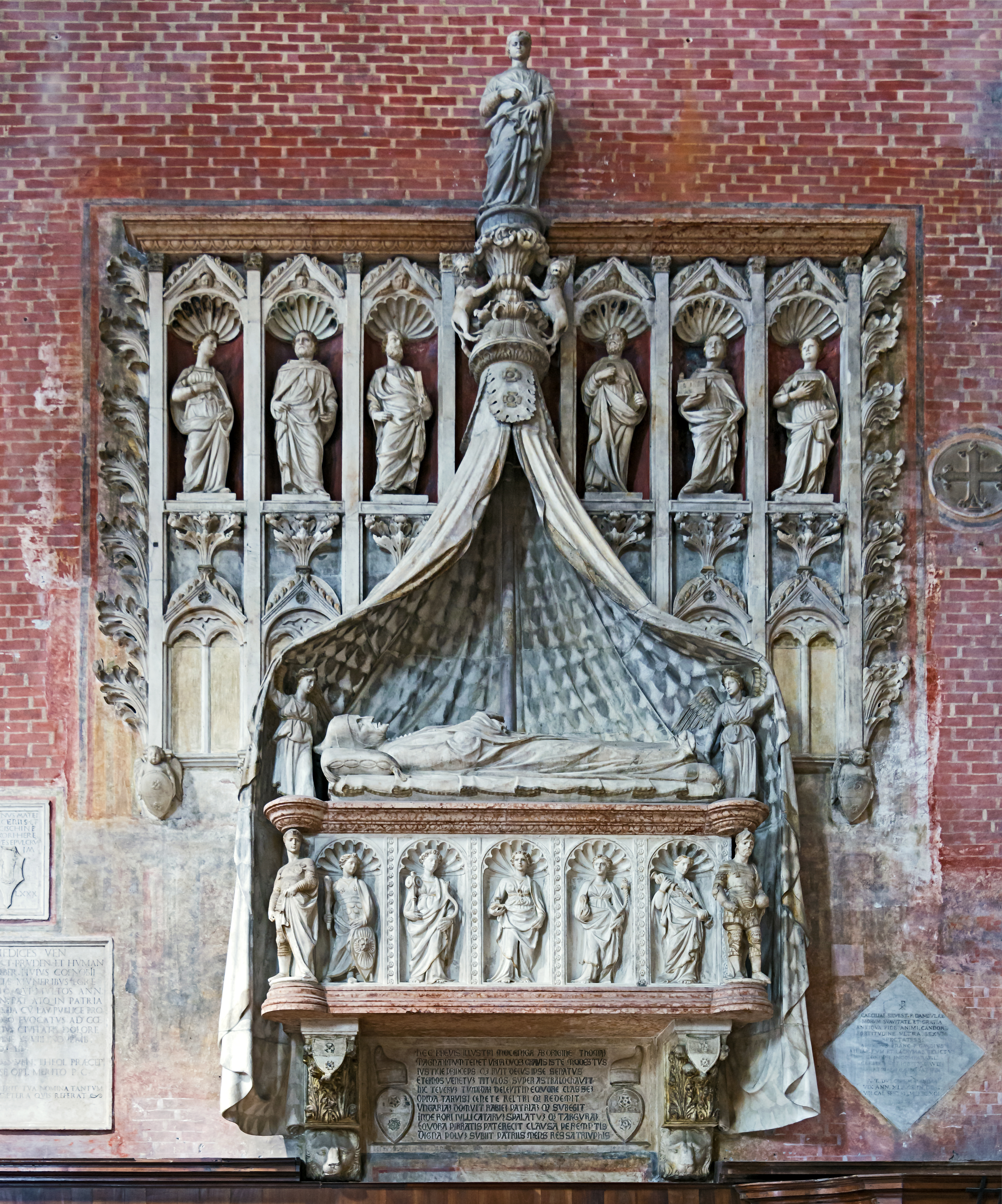
Monumento funebre al doge Tommaso Mocenigo
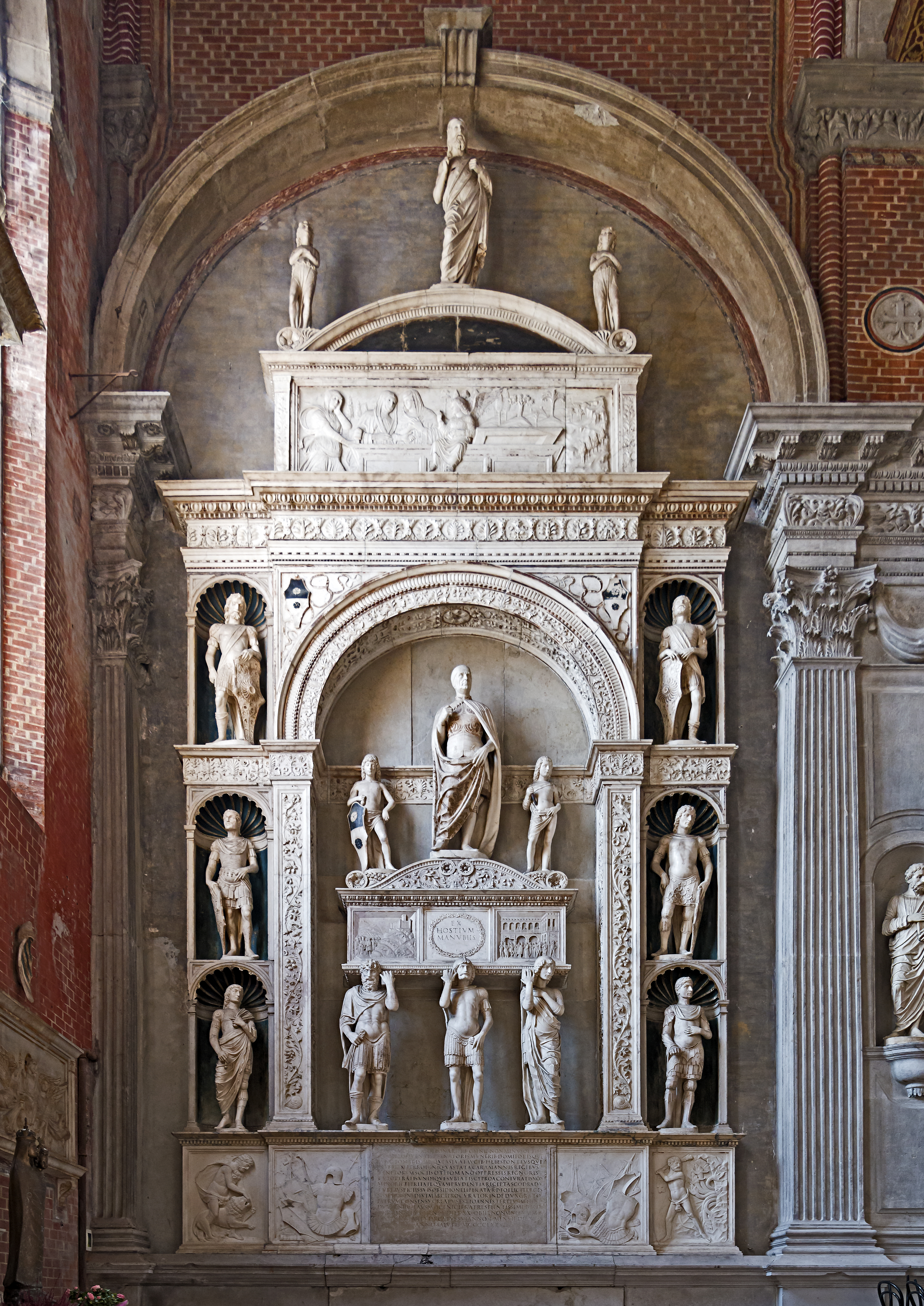
Monumento funebre al doge Pietro Mocenigo
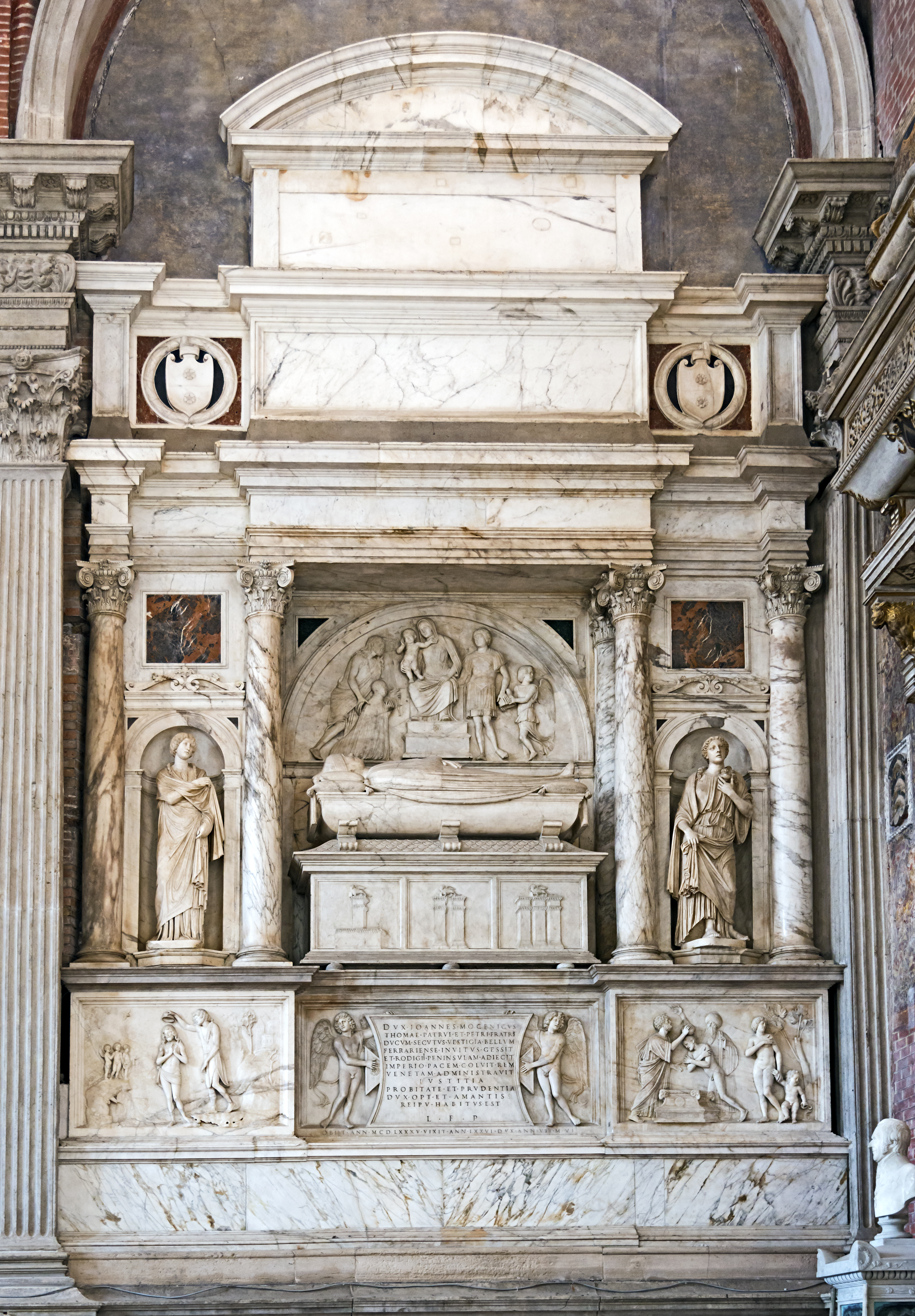
Mausoleo al doge Giovanni Mocenigo

### Altri monumenti funebri

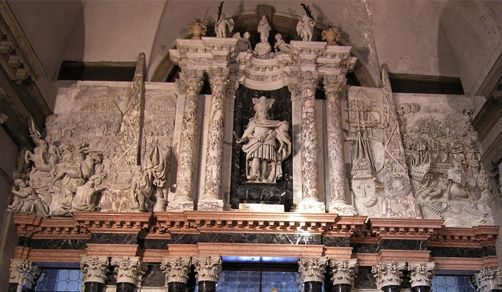
Monumento funebre ad Alvise Mocenigo nella chiesa di San Lazzaro dei Mendicanti.